# Liste de personnalités liées à la Lorraine
Cette liste non exhaustive regroupe, par domaine d'activité et par ordre alphabétique, les articles biographiques de Wikipédia concernant des personnalités nées ou décédées en Lorraine. Elle ne présente pas les « citoyens d'honneur » de la Lorraine.

## Artisans d'art
- Jean-François Aldric (1765-1843), luthier français, né à Mirecourt ;
- Amédée-Dominique Dieudonné (1890-1960), luthier français, né à Mirecourt ;
- Émile Gallé (1846-1904), faïencier et verrier fondateur de l'École de Nancy, né à Nancy
- André Kauffer (1867-1937), orfèvre-joaillier art nouveau, né à Nancy ;
- Jean Lamour (1698-1771), serrurier et ferronnier lorrain, né à Nancy ;
- Louis Majorelle (1859-1926), ébéniste art nouveau, né à Toul ;
- Pierre Michaux (1813-1883), inventeur du vélocipède à pédales, né à Bar-le-Duc ;
- Albert Thiam (1921-1998), ébéniste lorrain, né à Plappeville ;
- Eugène Vallin (1856-1922), artiste et architecte art nouveau, né à Herbéviller ;
- Henri Vever (1854-1942), joaillier et collectionneur d'art français, né à Metz ;
- Nicolas de Verdun (1130-c.1205) orfèvre de l'art mosan, né à Verdun ;
- Jean-Baptiste Vuillaume (1798-1875), luthier français, né à Mirecourt ;

## Photographes
- Richard Bellia (1962-), photographe, né à Longwy ;
- Gilles Ehrmann (1928-2005), photographe français, né à Metz ;
- Étienne Casimir Oulif (1804-1861), pionnier de la photographie, né à Metz ;
- Armand Henry Prillot (1862-1910), un des précurseurs de la photographie, né à Metz ;
- Émile Octave Prillot (1877-1935), photographe, né à Metz ;
- Jean Nicolas Truchelut (1811-1890), photographe et inventeur, né à La Bresse ;

## Éditeurs, écrivains, poètes, dramaturges et critiques
- Edmond About (1828-1885), écrivain, journaliste et critique d'art français, né à Dieuze ;
- Félix Alcan (1841-1925), éditeur français, né à Metz ;
- Christian Bareth (1932-2018), germaniste et écrivain chroniqueur, né à Plainfaing ;
- Gabrielle Baron (1895-1986), écrivaine, née à Saint-Dié ;
- Maurice Barrès (1862-1923), écrivain, né à Charmes
- Charles-Augustin Bassompierre (1771-1853), auteur dramatique français, né à Metz ;
- Lilyane Beauquel (1953-), écrivaine, née à Nancy ;
- Maxime Benoît-Jeannin (1946-), écrivain, né à Saint-Dié-des-Vosges ;
- Louis Bertrand (1866-1941), romancier et essayiste français, né à Spincourt ;
- Roger Bichelberger (1938-), écrivain français, né à Alsting ;
- Louis Maurice Bompard (1854-1935), sénateur de la Moselle sous la IIIe République, né à Metz ;
- Marie-Anne de Bovet (1855-ap. 1935), femme de lettres française, née à Metz ;
- Théodore-Joseph Boudet de Puymaigre (1816-1901), homme de lettres français, né à Metz ;
- Charlotte de Bournon (1753-1830), femme de lettres française, née à Metz ;
- Émile Bréhier (1876-1952), historien et écrivain, né à Bar-le-Duc ;
- Jacques Brenner (1922-2001), écrivain et critique, né à Saint-Dié ;
- François Chamoux (1915-2007), helléniste, archéologue et écrivain, né à Mirecourt ;
- Albert Cim (1845-1924), littérateur et bibliographe, né à Bar-le-Duc ;
- Philippe Claudel (1962-), écrivain et réalisateur français, né à Dombasle-sur-Meurthe ;
- Maurice du Coëtlosquet (1836-1904), érudit français, né à Metz ;
- Louis de Compiègne de Veil (1637-ap.1679), hébraïste français, né à Metz ;
- Georges-Paul Cuny (1936-), écrivain français né à Cornimont ;
- Jean-Marie Cuny (1942-), auteur régionaliste lorrain, né à Nancy ;
- François de Curel (1854-1928), écrivain, membre de l’Académie française, né à Metz ;
- Virginie Despentes (1969-), écrivaine et réalisatrice française, née à Nancy ;
- Jean-Paul Didierlaurent (1962-2021), écrivain français né à La Bresse ;
- Diane de Dommartin (1552-1625), protectrice des arts, née à Fontenoy-le-Château ;
- Émile Erckmann (1822-1899), né à Phalsbourg et Alexandre Chatrian (1826-1890), né à Abreschviller, dits Erckmann-Chatrian, écrivains ;
- Maurice Garçot (1883-1969), né à Épinal, écrivain régionaliste français ;
- Edmond de Goncourt (1822-1896), écrivain français, né à Nancy ;
- Charles Guérin (1873-1907), poète, né à Lunéville ;
- Charles de Fieux de Mouhy (1701-1784), romancier français, né à Metz ;
- Johann Fischart (1546-1591), écrivain germanophone, décédé à Forbach ;
- Otto Flake (1880-1963), écrivain allemand, né à Metz ;
- Hector France (1837-1908), militaire et homme de lettres, né à Mirecourt ;
- Pierre Fritsch (1930-2005), écrivain, né à Jœuf ;
- Philippe Gérard (1471-1528), écrivain, conteur et chroniqueur, né à Metz ;
- Nicolas Gilbert (1750-1780) poète français, né à Fontenoy-le-Château ;
- Yvan Goll (1891-1950), nom de plume d’Isaac Lang, poète et dramaturge germanophone, né à Saint-Dié-des-Vosges ;
- Rudolf John Gorsleben (1883-1930), écrivain allemand, né à Metz ;
- Françoise de Graffigny (1695-1758), écrivaine française, née à Nancy, autrice des Lettres d'une Péruvienne ;
- Charles Guérin (1873-1907), poète, né à Lunéville ;
- Thierry Hesse (1959-), écrivain français, né à Metz ;
- Polly Maria Höfler (1907-1952), femme de lettres allemande, né à Metz ;
- Émile Hinzelin (1857-1937), écrivain et journaliste français, né à Nancy ;
- Jean-Baptiste Jacquot (1812-1880), homme de lettres, né à Mirecourt ;
- Pierre Ignace Jaunez-Sponville (1750-1805), littérateur français, né à Metz ;
- Konrad Kachelofen (c.1450-c.1529), typographe-imprimeur allemand, né à Varsberg ;
- Gustave Kahn (1859-1936), poète symboliste et critique d’art français, né à Metz ;
- Hans Koch (1881-1952), médecin et écrivain allemand, né à Saint-Avold ;
- Bernard-Marie Koltès (1948-1989), auteur de théâtre, né à Metz ;
- Nikolaus Kyll (1904-1973), historien des religions allemand, né à Algrange ;
- Gilles Laporte (1945-), écrivain, né à Igney ;
- Jacob Le Duchat (1658-1735), érudit et philologue français, né à Metz ;
- Albert de L'Espée (1852-1918), mondain dilettante français, né à Metz ;
- Georges L'Hôte (1911-2001), auteur lorrain, né à Foulcrey ;
- Jean L'Hôte (1929-1985), écrivain français, né à Mignéville, mort à Nancy ;
- Sophie Loubière (1966-), romancière française, née à Nancy ;
- Nicolas Mathieu (1978-), écrivain français, né à Épinal ;
- Kurt Adolf Mautz (1911-2000), écrivain allemand, né à Montigny-lès-Metz ;
- Wilhelm Michel (1877-1942), écrivain allemand, né à Metz ;
- Alphons Victor Müller (1867-1930), historien allemand, né à Thionville ;
- Bertrand Munier (1962-), écrivain, né à Épinal ;
- Ernst-Moritz Mungenast (1898-1964), écrivain allemand, né à Metz ;
- Raymond Milési (1947-), écrivain français, né à Thionville ;
- Albert Montémont (1788-1861), écrivain, voyageur et traducteur français, né à Rupt-sur-Moselle ;
- Charles Palissot de Montenoy (1730-1814), dramaturge français, né à Nancy ;
- Pierre Pelot (1945-), écrivain, né à Saint-Maurice-sur-Moselle ;
- Jean-Nicolas de Parival (1605-1669), mémorialiste français émigré aux Provinces-Unies, né à Verdun ;
- René-Charles Guilbert de Pixerécourt (1773-1844), auteur dramatique, né à Nancy ;
- Maurice Pottecher (1867-1960), fondateur du Théâtre du Peuple, né à Bussang ;
- Maria Pourchet (1980-), romancière française, née à Épinal ;
- Jacques Réda (1929-), poète et éditeur, né à Lunéville ;
- Frieda von Richthofen (1879-1956), intellectuelle allemande, né à Metz ;
- Lionel des Rieux (1870-1915), poète, journaliste, membre de l'Action française, né à Neufchâteau ;
- Richard Rognet (1942-), poète français, né au Val-d'Ajol ;
- Raymond Ruyer (1902-1987), penseur et philosophe français, né à Plainfaing ;
- André Schwarz-Bart (1928-2006), écrivain français, né à Metz ;
- Anne Villemin Sicherman (1951-), écrivaine française, née à Pont-à-Mousson ;
- Otto Karl Stollberg (1883-1948), éditeur allemand, né à Metz ;
- Alain Surget (1948-) écrivain français, né à Metz ;
- Amable Tastu (1798-1885), femme de lettres française, née à Metz ;
- André Thirion (1907-2001), écrivain, né à Baccarat ;
- Adrienne Thomas (1897-1980), romancière allemande, né à Saint-Avold ;
- Henri Thomas (1912-1993), écrivain, romancier et traducteur français, né à Anglemont ;
- Wendelin Thomas (1884-ap.1947), homme politique allemand ;
- Gilles de Trèves (1515-1582), humaniste, doyen de la collégiale Saint-Maxe, né à Bar-le-Duc ;
- Théodore de Tschudi (1727-1769), pamphlétaire français, né à Metz ;
- Jean Vautrin (1933-), écrivain, né à Pagny-sur-Moselle ;
- Paul Verlaine (1844-1896), poète, né à Metz ;
- Charles de Villers (1765-1815), officier et philosophe français, né à Boulay ;
- Élise Voïart (1786-1866), femme de lettres française, née à Nancy ;
- Jacques-Philippe Voïart (1756-ap.1850), écrivain français, né à Longwy ;
- Anny Wienbruch (1899-1976), femme de lettres allemande, née à Metz ;
- Marcel Charles Léon Cordier (1945-), poète, écrivain et essayiste, né à Nancy ;

## Dessinateurs et illustrateurs
- Grandville, alias J.J. Grandville (1803-1847), caricaturiste et illustrateur des Fables de La Fontaine, né à Nancy ;
- Baru (1947-), nom d'auteur de Hervé Barulea, bédéaste, né à Thil ;
- Paul Colin (1892-1985), affichiste français, né à Nancy ;
- Claude Dubois (1934-2022), bédéaste français, né à Nancy ;
- Jacques Onfroy de Bréville, alias Job (1858-1931), illustrateur de livres d’enfants, né à Bar-le-Duc ;
- Kurt Kaiser (1906-1974), auteur de bande dessinée germano-italien, né à Montigny-lès-Metz ;
- Régis Hector (1964), bédéaste, dessinateur de presse et illustrateur, né à Metz ;
- Patrice Killoffer (1966-), dessinateur et scénariste, né à Metz ;
- Laurel, nom d'artiste de Laureline Duermael, née Michaut (née en 1982), illustratrice de bande dessinée, née à Metz ;
- Yan Lindingre (1969-), auteur de bande dessinée français, né à Jarny ;
- Jean-Marc Reiser (1941-1983), auteur de bande dessinée français, né à Réhon ;
- Lefred-Thouron (1961-), dessinateur, né à Nancy ;
- Jean Auguste Marc (1818-1886), illustrateur français, né à Metz ;
- Jean Morette (1911-2002), illustrateur français, né à Valleroy ;
- Annelise Reichmann (1902-2000), artiste et illustratrice allemande, née à Basse-Yutz ;
- Henri Thiriet (1873-1946), affichiste et illustrateur français né à Épinal ;
- Egon von Tresckow (1907-1952), illustrateur et caricaturiste allemand, né à Montigny-lès-Metz ;
- Vincent Vanoli (1966-), auteur et illustrateur français, né à Longwy ;

## Peintres et décorateurs
- Roland Albert (1944-), artiste allemand, né à Sarrebourg ;
- Lou Albert-Lasard (1885-1969), peintre franco-allemande, née à Metz ;
- Jacques Augustin (1759-1832), peintre miniaturiste, né à Saint-Dié ;
- Jean-Marie Barre (1956-), artiste peintre français, né à Metz ;
- Solange Bertrand (1913-2011), artiste-peintre française, née à Montigny-lès-Metz ;
- Albert Bettannier (1851-1932), peintre français, né à Metz ;
- William Biehn (1911-1997), peintre orientaliste français, né à Metz ;
- Émile Boilvin (1845-1899), peintre et graveur français, né à Metz ;
- Gabrielle Bouffay (1930), peintre et dessinatrice française, née à Saint-Avold ;
- Rosine Cahen (1857-1933), peintre française, née à Delme ;
- Jacques Callot (1592-1635), dessinateur et graveur lorrain, né à Nancy ;
- Eugénie Charmeil (1797-1855), aquarelliste française, née à Metz ;
- Étienne Cournault (1891-1948), artiste-peintre français, né à Malzéville ;
- Marguerite Delorme (1876-1946), peintre française, née à Lunéville ;
- Paul Descelles (1851-1915), peintre français, né à Raon-l'Étape ;
- Louis-Théodore Devilly (1818-1886), artiste peintre français, né à Metz ;
- Oskar Döbrich (1911-1970), peintre et graphiste allemand, né à Metz ;
- Jean Driesbach, alias Jean Dries (1905-1973), peintre français, né à Bar-le-Duc ;
- Joseph Ducreux (1735-1802), portraitiste, pastelliste, miniaturiste et graveur lorrain, né à Nancy ;
- Émile Faivre (1821-1868), artiste peintre français, né à Metz ;
- Théodore Fantin-Latour (1805-1872), pastelliste et peintre français, né à Metz ;
- Marie-Auguste Flameng (1843-1893), artiste peintre français, né à Metz ;
- Jean-Baptiste Fresez (1800-1867), peintre franco-luxembourgeois, né à Longwy ;
- Émile Friant (1863-1932), peintre, graveur français, né à Dieuze ;
- Charles Fridrich (1876-1952), décorateur français, né à Nancy ;
- Claude Gellée (1600-1682), dit Claude le Lorrain, artiste peintre lorrain, né à Chamagne ;
- Jochen Gerner (1970-), dessinateur français, né à Nancy ;
- Louis Guingot (1864-1948), peintre français, né à Remiremont ;
- Auguste Hadamard (1823-1886), artiste peintre français, né à Metz ;
- Gerhard von Haniel (1888-1955), peintre allemand, né à Sarrebourg ;
- François Heigel (1889-1966), artiste peintre lorrain, né à Montigny-lès-Metz ;
- Ilse Heller-Lazard (1884-1934), artiste peintre germano-suisse, née à Metz ;
- Ludwig Herthel (1887-1965), artiste peintre allemand, né à Metz ;
- Georg Herzig (1941-2008), artiste peintre allemand, né à Metz ;
- Louis Hestaux (1858-1919), peintre français, né à Metz ;
- Camille Hilaire (1916-2004), artiste peintre français, né à Metz ;
- Émile Hirsch (1832-1904) peintre et verrier français, né à Metz ;
- Joseph Hussenot (1827-1896), peintre français, né à Metz ;
- Jean-Baptiste Isabey (1767-1855), portraitiste et miniaturiste français, né à Nancy ;
- André Jacquemin (1904-1992), graveur français, né à Épinal ;
- August Valentin Jäger (1881-1954), peintre allemand, né à Metz ;
- Anna Kaiser (1885-1942), artiste peintre, née à Metz ;
- Paul Georges Klein (1909-1994), peintre français, né à Longwy ;
- François Hippolyte Lalaisse (1810-1884), peintre et illustrateur, né à Nancy ;
- Octavie Marie Elisabeth de Lasalle von Louisenthal (1811-1890), artiste peintre française, née à Metz ;
- Georges de La Tour (1593-1652), peintre lorrain, né à Vic-sur-Seille ;
- Jean Le Clerc (1586-1633), peintre lorrain, né à Nancy ;
- Sébastien Leclerc (1637-1714), peintre, dessinateur et graveur, né à Metz ;
- Aimé de Lemud, (1816-1887), peintre, graveur, lithographe et statuaire français, né à Thionville ;
- Jules Bastien Lepage (1848-1884), peintre né à Damvillers ;
- Jean-Baptiste Le Prince (1734-1781), peintre et graveur français, né à Metz ;
- Alfred Lévy (1872-1965), peintre aquarelliste français, né à Metz ;
- Edmond Louyot (1861-1920), peintre français, né à La Lobe, commune d'Arry ;
- Jean Lurçat (1892-1966), peintre, céramiste et créateur de tapisseries, né à Bruyères
- Jules-Édouard Magy (1827-1878), artiste peintre français, né à Metz ;
- Jacques Majorelle (1886-1962), peintre français, né à Nancy ;
- Charles-André Malardot (1817-1879), graveur et peintre français, né à Metz ;
- Françoise Malaprade (1934-), peintre française contemporaine, née à Nancy ;
- Laurent-Charles Maréchal (1801-1887), peintre français, né à Metz ;
- Charles-Raphaël Maréchal (1818-1886), peintre français, né à Metz ;
- Camille Martin (1861-1898), peintre français, né à Nancy ;
- Joseph Melling (1724-1796), peintre lorrain, né à Saint-Avold ;
- François-Émile Michel (1828-1909), peintre français, né à Metz ;
- Auguste Migette (1802-1884), peintre, décorateur de théâtre, décédé à Metz ;
- Jean Montémont (1913-1959), instituteur, professeur de dessin et peintre français, né à Rupt-sur-Moselle.
- Aimé Morot (1850-1913), peintre français, né à Nancy ;
- Charles Peccatte (1870-1962), peintre français, né à Baccarat ;
- Alfred Pellon (1874-1947), peintre et poète lorrain, né à Metz ;
- Gabriel Pellon (1900-1975), peintre, décorateur et scénographe allemand, né à Metz ;
- Henri Petiot, alias « Daniel-Rops » (1901-1965), écrivain et historien français, né à Épinal ;
- Gustave Pierre (1875-1939), artiste peintre français, né à Verdun ;
- Albert-Léopold Pierson (1854-1923), artiste peintre français, né à Vézelise ;
- Jean-Marie Pirot dit Arcabas (1926-), peintre et sculpteur français, né à Trémery ;
- Henri Prosi (1936-2010), artiste peintre français, né à Metz ;
- Victor Prouvé (1858-1943), peintre, sculpteur et graveur français art nouveau, né à Nancy ;
- Alfred Renaudin (1866-1944), peintre français, né à La Neuveville-lès-Raon ;
- Wilhelm Reue (1893-1962), peintre allemand, né à Metz ;
- Henri Richelet (1944-2020), artiste peintre français, né à Frebécourt ;
- Henri Rovel (1849-1926), peintre et météorologue, né à Saint-Dié ;
- Ker-Xavier Roussel (1867-1944), peintre français, né à Lorry-lès-Metz ;
- Jean Rustin (1928-2013), artiste-peintre français, né à Montigny-lès-Metz ;
- Gaston Save (1844-1901), peintre et graveur français, né à Saint-Dié ;
- Werner vom Scheidt (1894-1984), graveur et peintre allemand, né à Grosbliederstroff ;
- Hans Scheil (1896-1988), peintre allemand, né à Metz ;
- Charles Sellier (1830-1882), peintre français, né à Nancy ;
- Léon Simon (1836-1910), peintre et dessinateur français, né à Metz ;
- Marie Octavie Sturel Paigné (1819-1854), peintre française, née à Metz ;
- Jacques François Joseph Swebach-Desfontaines (1769-1823), peintre et dessinateur français, né à Metz ;
- Jean Baptiste Brice Tavernier (1744-1825), peintre et dessinateur français, né à Metz ;
- Alfred Tinsel (1920-1989), peintre figuratif français, né à Metz ;
- Nicolas Untersteller (1900-1967), peintre français, né à Stiring-Wendel ;
- Adolphe Yvon (1817-1893), peintre d'histoire français, né à Eschviller ;

## Sculpteurs
- Jacob Sigisbert Adam (1670-1747), sculpteur lorrain, né à Nancy ;
- Victor-Charles Antoine (1881-1959), sculpteur et graveur français, né à Saint-Dié ;
- Jean-Paul Aubé (1837-1916), sculpteur français, né à Longwy ;
- Gaston Broquet (1880-1947), sculpteur français, né à Void-Vacon ;
- Ernest Bussière (1863-1913), sculpteur et céramiste, né à Ars-sur-Moselle, mort à Nancy ;
- Georges Condé (1891-1980), sculpteur français, né à Frouard ;
- Jacques Pierrard de Coraille (c. 1670-c. 1724), sculpteur français, né à Metz ;
- Rudolf Daudert (1903-1988), sculpteur allemand, né à Metz ;
- Karl Franke (1917-1996), sculpteur allemand, né à Metz ;
- Christophe Fratin (1801-1864), sculpteur français, né à Metz ;
- Nicolas-François Gillet (1712-1791), sculpteur français, né à Metz ;
- Barthélémy Guibal (1699-1757), sculpteur, décédé à Lunéville ;
- Henri Guingot (1897-1952), sculpteur français né à Nancy;
- Emmanuel Hannaux (1855-1934), sculpteur français, né à Metz ;
- Joseph Mougin (1876-1961), sculpteur français, né à Nancy ;
- Paul Niclausse (1879-1958), sculpteur français, né à Metz ;
- Charles Pêtre (1828-1907), sculpteur français, né à Metz ;
- Ligier Richier (1500-1567), sculpteur lorrain, né à Saint-Mihiel ;
- Jean Vallastre (1765-1833), sculpteur lorrain, né à Théding ;

## Facteurs d'orgues
- Étienne Dalstein (1834-1902), facteur d'orgue français, né à Freistroff ;
- Joseph Dupont (1721-1792), facteur d'orgue français, né à Domnom-lès-Dieuze ;
- Nicolas Dupont (1714-1781), facteur d'orgue français, né à Domnom-lès-Dieuze ;
- Christophe Moucherel (1686-1761), facteur d'orgue, né à Toul ;
- Georges Wenner (1819-ap.1881), facteur d'orgue français, né à Bouzonville ;

## Ingénieurs, architectes et urbanistes
- Émile André (1871-1933), architecte et artiste art nouveau, né à Nancy ;
- Alexandre Émile Auburtin (1838-1899), architecte français, né à Metz ;
- Paul Baratte (1860-1928), inspecteur général des ponts et chaussées, né à Villing ;
- Anatole de Baudot (1834-1915), architecte français, né à Sarrebourg ;
- Walter Curt Behrendt (1884-1945), architecte et urbaniste germano-américain, né à Metz ;
- Louis-Émile Bertin (1840-1924), ingénieur général du génie maritime, né à Nancy ;
- Paul Bonatz (1877-1956), architecte allemand, né à Solgne ;
- Paul Charbonnier (1865-1953), architecte français, né à Nancy ;
- Jules Criqui (1883-1951), architecte diocésain de Nancy-Toul, né à Nancy ;
- Joseph Cugnot (1725-1804), ingénieur militaire français, né à Void ;
- César Daly (1811-1894), architecte, né à Verdun ;
- Jean Errard (c.1554-1640), ingénieur militaire, né à Bar-le-Duc ;
- Pierre-François Gautiez (1803-1856), architecte français, né à Metz ;
- Camille Granddemange (1843-1906), ingénieur, industriel, constructeur mécanicien spécialisé en machines à vapeur et en locomotives, né à Senones ;
- Johann Großwendt (1879-1968), architecte et urbaniste allemand, né à Metz ;
- Wilhelm Heidrich (1899-1965), architecte allemand, né à Metz ;
- Eduard-Hermann Heppe (1878-1938), architecte allemand, né à Sarreguemines ;
- Emmanuel Héré (1705-1763), architecte lorrain, né à Nancy ;
- Alfred Heurich (1883-1967), architecte et inventeur allemand, né à Metz ;
- Jean-Nicolas Jadot (1710-1761), architecte lorrain, né à Lunéville ;
- Albert Jasson (1849-1923), architecte français de l'ensemble Poirel à Nancy, mort à Nancy ;
- André Lurçat (1894-1970), architecte, né à Bruyères ;
- Pierre Merlin (1937-), ingénieur géographe et urbaniste, fondateur de l’Institut français d’urbanisme, né à Metz ;
- Richard Mique (1728-1794), architecte, notamment connu pour avoir réalisé le hameau de la Reine à Versailles, né à Nancy ;
- Eugène Mougel Bey (1808-1890), ingénieur qui a travaillé au chantier du Canal de Suez, né à Châtel-sur-Moselle
- Nicolas de Pigage (1723-1796), architecte actif en Allemagne, né à Lunéville ;
- Victor Poirel (1804-1881), ingénieur français, à l'origine de l'ensemble Poirel de Nancy, né à Nancy, mort à Rosières-aux-Salines ;
- Henri Prouvé (1915-2012), architecte français, né à Nancy ;
- Jean François Racine (1827-1902), architecte français, né à Metz ;
- Auguste Rolland (1797-1859), architecte et pastelliste français, né à Metz ;
- Eugène Vallin (1856-1922), artiste et architecte art nouveau, né à Herbéviller ;
- Léon Vautrin (1820-1884), architecte français, né à Nancy ;
- Lucien Weissenburger (1860-1929), architecte art nouveau, né à Nancy ;
- Ernst Wendel (1881-ap.1938), architecte allemand, né à Metz ;

## Verriers, cristalliers et céramistes
- Henri Bergé (1870-1937), décorateur et illustrateur sur verre art nouveau, né à Diarville ;
- Louis-Charles-Marie Champigneulle (1853-1905), maître-verrier français, né à Metz ;
- Auguste Daum (1853-1909), dirigeant de la verrerie Daum, né à Bitche ;
- Jean Daum (1825-1885), fondateur de la verrerie Daum, né à Bischwiller ;
- Émile Jules Gallé (1846-1904), verrier art nouveau, né à Nancy ;
- Jacques Gruber (1870-1936), maître-verrier art nouveau, né à Sundhouse ;
- Émile Hirsch (1832-1904), peintre et verrier français, né à Metz ;
- Joseph Mougin (1876-1961), céramiste français, né à Nancy ;
- Pierre Mougin (1880-1955), céramiste français, né à Laxou ;

## Graveurs et médailleurs
- François Aubertin (1783-1821), graveur français, né à Metz ;
- Léon Barillot (1844-1929), peintre et graveur français, né à Montigny-lès-Metz ;
- Adolphe Bellevoye (1830-1908), graveur et entomologiste français, né à Metz ;
- Émile Boilvin (1845-1899), peintre et graveur français, né à Metz ;
- Paul-Émile Colin (1867-1949), peintre, graveur français, né à Lunéville ;
- Victor Guillaume (1880-1942), peintre, graveur et lithographe français, né à Tantonville ;
- Jean-Jules Jacott (c.1820-ap. 1885), graveur français, né à Metz ;
- Sébastien Leclerc (1637-1714), peintre, dessinateur et graveur français, né à Metz ;
- Max Leognany (1913-1994), graveur-médailleur français, né à Mirecourt ;
- Jean-Baptiste Le Prince (1734-1781), peintre et graveur français, né à Metz ;
- Paul Leschhorn (1876-1951), peintre et graveur allemand, né à Metz ;
- Charles-André Malardot (1817-1879), graveur et peintre français, né à Metz ;
- Claude Mallmann (1915-1981), graveur français, né à Metz ;
- Germaine Chénin-Moselly (1902-1950), graveur française, décédée à Carling ;
- Ferdinand de Saint-Urbain (1654-1738), graveur Lorrain, né à Nancy ;
- Israël Silvestre (1621-1691), dessinateur, graveur Lorrain, né à Nancy ;
- Georges Villa (1883-1965), graveur, lithographe, illustrateur, né à Montmédy ;
- Claude Weisbuch (1927-2014), peintre, dessinateur et graveur français, né à Thionville ;

## Scientifiques, mathématiciens et médecins
- Louis Adrian (1859-1933), polytechnicien et militaire français, né à Metz ;
- Hans Wilhelm Bansi (1899-1982), professeur de médecine allemand, né à Metz ;
- Émile Baratte (1859-1928), médecin militaire français, général pendant la Première Guerre mondiale, né à Mont-Saint-Martin ;
- Jean-Augustin Barral (1819-1884), chimiste, agronome et physicien français, né à Metz ;
- Horst Bayrhuber (1942-), biologiste allemand, né à Metz ;
- Jules Beaupré (1859-1921), archéologue, préhistorien et spéléologue, né à Nancy ;
- Jean-Baptiste Bécœur (1718-1777), ornithologue français, né à Metz ;
- Adolphe Bellevoye (1830-1908), graveur et entomologiste français, né à Metz ;
- Antoine Bertier (1761-1854), agronome et homme politique français, né à Nancy ;
- Lucien Bertholon (1854-1914), médecin et anthropologue français, né à Metz ;
- Charles François de Bicquilley (1738-1814), militaire, philosophe et mathématicien français, né à Toul ;
- René Blondlot (1849-1930), physicien français, né à Nancy ;
- Gerhard Borrmann (1908-2006), physicien allemand, né à Thionville ;
- Michel Boulangé (1929-), professeur émérite à la Faculté de médecine de Nancy, né à Nancy ;
- Jacques Louis de Bournon (1751-1825), minéralogiste français, né à Metz ;
- Henri Braconnot (1780-1855), botaniste et chimiste français, né à Commercy ;
- Pierre-Joseph Buchoz (1731-1807), médecin-botaniste français, né à Metz;
- Pierre-Joseph Buc’hoz (1731-1807), médecin et minéralogiste français, né à Metz ;
- Nicolas-Amand Buvignier (1808-1880), géologue, paléontologue et spéléologue, né et mort à Verdun ;
- Nicolas Cadiat (1805-1856), ingénieur civil français, né à Metz ;
- Pierre Carita (1676-1756), médecin huguenot français, né à Metz ;
- Henri Cartan (1904-2008), mathématicien français, né à Nancy ;
- Laurent de Chazelles (1724-1808), agronome, magistrat français, né à Metz ;
- Jean-Charles Chenu (1808-1879), médecin militaire et naturaliste français, né à Metz ;
- Jean-René Claudel (1898-1979), archéologue et spéléologue français, né à Docelles ;
- Patrick Clervoy (1958-), médecin psychiatre français, né à Metz ;
- Tobias Cohn (1652-1729), médecin juif polonais, né à Metz ;
- Jean-Paul-Louis Collas (1735-1781), mathématicien et astronome jésuite missionnaire en Chine, né à Thionville ;
- Jean Nicolas Collignon (1762-1788), botaniste français, disparu dans l'expédition de La Pérouse
- Bruno Condé (1920-2004), zoologiste et spéléologue, fondateur de l'aquarium tropical de Nancy, président fondateur de l’Union spéléologique de l'agglomération nancéienne, né et mort à Nancy ;
- Lucien Cordier (1922-1980), spéléologue, né à Maxéville ;
- Robert Courrier (1895-1986), biologiste français et secrétaire perpétuel de l'Académie des sciences de 1948 à 1986, né à Saxon-Sion ;
- Lucien Cuénot (1866–1951), biologiste et généticien français, fondateur du musée de zoologie de Nancy, mort à Nancy ;
- Hubert Curien (1924-2005), physicien, homme politique français, né à Cornimont ;
- Gabriel Auguste Daubrée (1814-1896), géologue français, né à Metz ;
- Achille Delesse (1817-1881), géologue et minéralogiste français, né à Metz ;
- Edmond Delorme (1847-1929), chirurgien et médecin général français, né à Lunéville ;
- Mathieu de Dombasle (1877-1843), agronome français, né à Nancy ;
- Didier Dounot (1574-1640), mathématicien français, né à Bar-le-Duc ;
- Étienne-François Dralet (1760-1844), administrateur et forestier français, né à Neufchâteau ;
- Samuel Duclos (1589-1654), médecin huguenot français, né à Metz ;
- Stéphane Errard (1907-1983), enseignant et spéléologue, né à Montmédy ;
- Anutius Foesius (1528-1595), médecin helléniste français, né à Metz ;
- Sébastien Gérardin (1751-1816), naturaliste français, né à Mirecourt ;
- Dominique-Alexandre Godron (1807-1880), naturaliste français, né à Hayange ;
- Charles Grandemange (1834-1870), mathématicien français, né aux Forges  ;
- Pierre Grosjean (1952-assassiné en 1983), médecin français, né à Vagney ;
- Adolphe-Marie Gubler (1821-1879), médecin et pharmacologue français, né à Metz ;
- François-Marie-Claude Richard de Hautesierck (1713-1789), médecin militaire français, né à Longwy ;
- Louise Hay (1935-1989), mathématicienne américaine, née à Metz ;
- Charles Hermite (1822-1901), mathématicien français, né à Dieuze ;
- Henri Hogard (1808-1880), géologue français, né à Épinal ;
- Claude Huriet (1930-), professeur français de médecine, sénateur, né à Nancy ;
- Camille Louis Husson (1843-1886), pharmacien et érudit, né et mort à Toul ;
- Nicolas Husson (1814-1890), archéologue, géologue, paléontologue, pharmacien et spéléologue, né et mort à Toul ;
- Édouard Imbeaux (1861-1943), médecin et hydrogéologue, directeur des services municipaux de Nancy de 1892 à 1912, ingénieur responsable du creusement de la galerie drainante de Hardeval, né à Brémoncourt (54) ;
- François Jacob (1920-2013), biologiste, prix Nobel de médecine en 1965, né à Nancy ;
- Edmond Laguerre (1834-1886), mathématicien français, né à Bar-le-Duc ;
- Claude François Lallemand (1790-1853), professeur en médecine et chirurgien français, né à Metz ;
- Fernand Lamaze (1891-1957), neurologue et obstétricien français, né à Biécourt ;
- Louis Lapicque (1866-1952), médecin et physiologiste français, né à Épinal ;
- Alain Larcan (1931-2012), professeur de médecine, né à Nancy, mort à Amance ;
- Léon Legouest (1820-1889), médecin militaire français, né à Metz ;
- Victor Lemoine (1813-1911), horticulteur, pépiniériste et botaniste français, né à Delme, mort à Nancy ;
- Charles Le Pois (1563-1633), professeur à la Faculté de médecine de Pont-à-Mousson, né et mort à Nancy ;
- Ambroise-Auguste Liébeault (1823-1904), médecin, fondateur avec Hippolyte Bernheim de l'École hypnologique de Nancy, né à Favières, mort à Nancy ;
- Jules Liégeois (1833-1908), membre de l'École hypnologique de Nancy, né Damvillers, mort à Bains-les-Bains ;
- Antoine Louis (1723-1792), médecin français, né à Metz ;
- François Maillot (1804-1894), médecin militaire français, né à Briey ;
- Louis-Camille Maillard (1878-1936), chimiste français, découvreur de la réaction de Maillard, né à Pont-à-Mousson ;
- Léon Malaprade (1903-1982), chimiste français décédé à Nancy ;
- Thierry de Martel (1875-1940), pionnier de la neurochirurgie français, né à Maxéville ;
- Émile Mathieu (1835-1890), mathématicien français, né à Metz ;
- Pierre-Louis Maubeuge (1923-1999), géologue, stratigraphe, et paléontologue français, né à Saint-Clément ;
- Charles Messier (1730-1817), astronome français, né à Badonviller ;
- Paul Michaux (1854-1923), chirurgien français, fondateur de la Fédération gymnastique et sportive des patronages de France, né à Metz ;
- Étienne Pierre Morlanne (1772-1862), médecin-accoucheur, fondateur des Sœurs de la Charité Maternelle, né à Metz ;
- Charles Monard (1795-1854), chirurgien militaire, administrateur des hospices civils de Metz, né à Metz ;
- Pascal Monard (1795-1874), chirurgien militaire et botaniste français, né à Metz ;
- Jean-Baptiste Mougeot (1776-1858), médecin, géologue, botaniste, bryologue, lichénologue et algologue français, né à Bruyères ;
- Philippe Naudé le Jeune (1684-1745), mathématicien huguenot franco-allemand, né à Metz ;
- René Nicklès (1859-1917), géologue, fondateur de l'École nationale supérieure de géologie, né à Nancy ;
- Philippe Naudé l'Ancien (1654-1729), mathématicien et théologien huguenot français, né à Metz ;
- Philippe Naudé le Jeune (1684-1745), mathématicien huguenot franco-allemand, né à Metz ;
- Étienne Dominique Olry (1829-1885), enseignant et érudit, né et mort à Allain ;
- Claude Pair (1934-2024), mathématicien, informaticien et haut fonctionnaire, né à Blâmont ;
- Marc-Antoine Parseval des Chênes (1755-?), mathématicien français, né à Rosières-aux-Salines ;
- Jean-Marie Pelt (1933-2015), botaniste-écologiste, fondateur de l'Institut européen d’écologie, né à Rodemack ;
- Alfred Perot (1863-1925), physicien français, né à Metz ;
- Jean-François Pilâtre de Rozier (1754-1785), physicien, aérostier français, né à Metz ;
- Henri Poincaré (1854-1912), mathématicien français, né à Nancy ;
- Jean Poirot (1914-1981), médecin français, né à Saulxures-sur-Moselotte ;
- Daniel Prévot (1940-2016), mathématicien, lichénologue et spéléologue, président de 1981 à 2016 de l'Union spéléologique de l'agglomération nancéienne, né à Rouceux (88), mort à Nancy ;
- Paul Remy (1894-1962), zoologiste et spéléologue, directeur du muséum d'histoire naturelle de Nancy de 1937 à 1960 ;
- Eugène Rolland (1812-1885), polytechnicien français, né à Metz ;
- Georges Saint-Paul (1870-1937), médecin militaire français, né à Montigny-lès-Metz ;
- Karl Hermann Scheumann (1881-1964), minéralogiste allemand, né à Metz ;
- Walter Schwarz (1904-1989), botaniste israélien, né à Metz ;
- Karl Süpfle (1880-1942), professeur de médecine allemand, né à Metz ;
- Joseph Mathieu Sganzin (1750-1837), théoricien et ingénieur français, né à Metz ;
- Karl Süpfle (1880-1942), professeur de médecine allemand, né à Metz ;
- Olry Terquem (1797-1887), géologue français, né à Metz ;
- Olry Terquem (1782-1886), mathématicien français, né à Metz ;
- Albert Terquem (1831-1887), scientifique français, né à Metz ;
- Ernst Terres (1887-1958), scientifique allemand, né à Metz ;
- Andrée Tétry (1907-1992), biologiste et zoologiste, née à Nancy ;
- Jean-Baptiste de Tschoudi (1734-1784), militaire et botaniste français, né à Metz ;
- Jean-Antoine Villemin (1827-1892), médecin militaire, hygiéniste et épidémiologiste français, né à Prey ;
- Jean-Baptiste Voirnot (1844-1900), apiculteur, né à Moivrons ;
- Gerta von Ubisch (1882-1965), généticienne et botaniste allemande, née à Metz ;

## Juristes, avocats et magistrats
- Charles Ancillon (1659-1715), juriste huguenot français, né à Metz ;
- Joseph Ancillon (1626-1719), juriste huguenot français, né à Metz ;
- Philippe Bilger (1943-), magistrat français, né à Metz ;
- Antoine Boulay de la Meurthe (1761-1840), né à Chaumousey ;
- Jean-François Burgelin (1936-2007), magistrat français, né à Metz ;
- Claudius Cantiuncula (c.1496-c.1560), humaniste et juriste lorrain, né à Metz ;
- Laurent de Chazelles (1724-1808), agronome, magistrat français, né à Metz ;
- Antoine Claude (1807-ap. 1880), haut fonctionnaire français, chef de la Sûreté sous le Second Empire, né à Toul ;
- Henri Grégoire (1750-1831), abbé, député du clergé en 1789, avocat des persécutés, né à Vého ;
- Mathieu Richard Auguste Henrion (1805-1862), historien du droit français, né à Metz ;
- Charles-Narcisse Oulif (1794-1867), juriste français, né à Metz ;
- Narcisse Parant (1794-1842), magistrat et homme politique français, né à Metz ;
- Gabriel Adrien Robinet de Cléry (1836-1914), magistrat français, né à Metz ;
- Joseph Schneider (1900-1986), juriste allemand, né à Thionville ;
- Gilbert Thiel (1948-), magistrat français, né à Metz ;
- Charles François Woirhaye (1798-1878), avocat français, né à Metz ;

## Philologues, pédagogues, grammairiens et linguistes
- Fernand Baldensperger (1871-1958), professeur de littérature comparée, né à Saint-Dié ;
- Nicolas Beauzée (1717-1789), grammairien, de l’Académie française, né à Verdun ;
- Ferdinand Brunot (1860-1938), grammairien et linguiste, né à Saint-Dié ;
- Nicolas Chopin (1771−1844), éducateur, père de Frédéric Chopin, né à Marainville-sur-Madon ;
- Arsène Darmesteter (1846-1888), philologue français, né à Château-Salins ;
- James Darmesteter (1849-1894), linguiste français, né à Château-Salins ;
- Wilhelm Emrich (1909-1998), philologue allemand, né à Basse-Yutz  ;
- Jules Lagneau (1851-1894), pédagogue français, né à Metz ;
- Jean Lanher (1924-), linguiste et un historien lorrain, né à Montmédy ;
- Étienne Lorédan Larchey (1831-1902), lexicographe et archiviste français, né à Metz ;
- Raymond Schwartz (1894-1973), auteur espérantiste lorrain, né à Metz ;
- Leo Weisgerber (1899-1985), linguiste allemand, né à Metz ;

## Archivistes, conservateurs, historiens, archéologues et géographes
- Charles Abel (1824-1895), historien français, né à Thionville ;
- Charles Aimond (1874-1968), prêtre et historien lorrain, né à Varennes-en-Argonne ;
- Mathias Auclair (1972-), conservateur français, né à Essey-lès-Nancy ;
- Jean-Julien Barbé (1858-1950), archiviste du Pays messin, né à Metz ;
- Klaus von Baudissin (1891-1961), historien de l'art allemand, né à Metz ;
- Émile Bégin (1802-1888), historien lorrain, né à Metz ;
- Nicolas Bénard (1976-), historien français, né à Metz ;
- Max Besler (1863-1914), historien allemand, né à Forbach ;
- René Bour (1920-2010), historien lorrain, né à Montigny-lès-Metz ;
- Max Braubach (1899-1975), historien allemand, né à Metz ;
- Fernand Braudel (1902-1985), historien français, né à Luméville-en-Ornois ;
- Augustin Calmet (1672-1757), né Antoine Calmet, dit Dom Calmet, moine bénédictin, historien et érudit Lorrain, né à Ménil-la-Horgne ;
- Pierre Chaunu (1923-2009), historien français, né à Belleville-sur-Meuse ;
- Paul Chevreux (1854-1913), historien français, né à Metz ;
- Jacques Choux, dit l'Abbé Choux (1919-2002), érudit et historien, né à Lunéville ;
- Philippe Contamine (1932-), historien médiéviste français, né à Metz ;
- Jean Daltroff (1950-), historien français, né à Metz ;
- Aimé Nicolas Derode (1795-1879), historien français, né à Metz ;
- René Dinkel (1943-), conservateur régional français des monuments historiques et ingénieur des services culturels et du patrimoine honoraire, né à Saint-Étienne-lès-Remiremont ;
- Paul Dorveaux (1851-1938), historien français, né à Courcelles-Chaussy ;
- Étienne Drioton (1889-1961), égyptologue français, né à Nancy ;
- Jean-Baptiste Durival (1725-1810), historien français, né à Saint-Aubin-sur-Aire ;
- Robert Folz (1910-1996), médiéviste français, né à Metz ;
- Lucien Gallois (1857-1941), géographe français, né à Metz ;
- Pierre Gaxotte (1895-1982), historien français, né à Revigny-sur-Ornain ;
- Kévin Gœuriot (1984-), historien de la Lorraine, né à Metz ;
- Michel Hachet (1922-2018), conservateur de musée, écrivain et érudit, né à Gérardmer ;
- Eberhard Hanfstaengl (1886-1973), historien de l'Art allemand, né à Sarreguemines ;
- Mathieu Richard Auguste Henrion (1805-1862), historien du droit français, né à Metz ;
- August Hoff (1892-1971), historien de l'Art allemand, né à Forbach ;
- Charlotte Knabe (1907-1991), archiviste allemande, née à Metz ;
- Charles de Lacretelle (1766-1855), historien français, né à Metz ;
- Ernest Langlois (1857-1924), historien, archiviste paléographe et médiéviste français, né à Heippes ;
- Ernest Auricoste de Lazarque (1829-1894), gastronome, historien et folkloriste lorrain, né à Metz ;
- Thierry Lentz (1959-), historien français, né à Metz ;
- Henri Lepage (1814-1887), historien de la Lorraine, mort à Nancy ;
- Jean Lhote (1926-2010), historien, né à Lunéville ;
- Félix Liénard (1812-1894), conservateur de musée, érudit, historien et archéologue, né et mort à Verdun ;
- Marcel Lutz (1908-2000), archéologue mosellan, né à Metz ;
- Joseph-François Malgaigne (1806-1865), chirurgien, anatomiste et historien français, né à Charmes
- Pierre Marot (1900-1992), historien et médiéviste, né à Neufchâteau ;
- Alfred Mézières (1826-1915), historien de la littérature, journaliste et homme politique, né à Rehon ;
- Constant Olivier (1862-1919), historien des Vosges, né à Fontenoy-le-Château.
- Michel Parisse (1936-), historien médiéviste français, né à Void-Vacon ;
- Charles-Edmond Perrin (1887-1974), historien médiéviste français, né à Château-Salins ;
- Mathias Robert de Hesseln (1731-ap. 1780) cartographe français, né à Faulquemont ;
- Albert Ronsin (1925-2007), conservateur et historien du livre, né à Saint-Dié-des-Vosges ;
- Georges Sadoul (1904-1967), historien du cinéma, né à Nancy ;
- Édouard Salin (1895-1970), ingénieur et archéologue, né à Dammarie-sur-Saulx ;
- Jean-Vincent Scheil (1858-1940), assyriologue et archéologue français, né à Kœnigsmacker ;
- Jean Schneider (1903-2004), médiéviste français, né à Metz ;
- Dom Nicolas Tabouillot (1734-?) moine, historien lorrain, né à Marville ;
- Claude Philippe de Viville (1770-1841), historien français, né à Metz ;
- Franz Gabriel Welter (1890-1954), archéologue allemand, né à Metz ;
- Luise von Winterfeld (1882-1967), archiviste paléographe allemande, née à Metz ;

## Anthropologues, ethnologues et sociologues
- François Ascher (1946-2009), urbaniste et sociologue français, né à Metz ;
- Jean Baechler (1937-), sociologue français, né à Thionville ;
- Lucien Bertholon (1854-1914), médecin et anthropologue français, né à Metz ;
- Émile Durkheim (1858-1917), sociologue français, fondateur de la discipline, né à Épinal ;
- Julien Freund (1921-1993) sociologue et philosophe français, né à Henridorff ;
- Eugène Rolland (1846-1909), ethnologue français, né à Metz ;
- Louis Roussel (1921-2011), sociologue et démographe français, né à Metz ;
- Charles Sadoul (1872-1930), ethnologue lorrain, né à Raon-l'Étape ;
- Bruno Saura (1965-), anthropologue français, né à Metz ;
- Dieter Schuh (1942-), tibétologue allemand, né à Delme ;
- Jean Stoetzel (1910-1987), sociologue français, fondateur de l'IFOP, né à Saint-Dié ;
- Jean Viard (1949-), sociologue français, né à Metz ;

## Monarques, gouverneurs et princes régnants
- Yolande d'Anjou (1428-1483), duchesse de Lorraine et de Bar, née à Nancy ;
- Louis-Marie Fouquet de Belle-Isle (1732-1758), colonel d'infanterie français et gouverneur, né à Metz ;
- François de Guise (1520-1563), duc de Guise, duc d’Aumale et pair de France, né à Bar-le-Duc ;
- Antoine de Lorraine (1489-1544), duc de Lorraine et de Bar, né à Bar-le-Duc ;
- Charles II de Lorraine (1364-1431), duc de Lorraine, lieu de naissance inconnu ;
- Charles III de Lorraine (1543-1608), duc de Lorraine et de Bar, né à Nancy ;
- Charles IV de Lorraine (1604-1675), duc de Lorraine et de Bar, Généralissime des troupes impériales, né à Nancy ;
- Charles Alexandre de Lorraine (1712-1780), gouverneur général des Pays-Bas autrichiens, grand maître de l'Ordre Teutonique, né à Lunéville ;
- Ferry IV de Lorraine (1282-1329), duc de Lorraine, né à Gondreville ;
- François Ier de Lorraine (1517-1545), duc de Lorraine et de Bar, né à Nancy ;
- François II de Lorraine (1572-1632), duc de Lorraine et de Bar, né à Nancy ;
- François III de Lorraine (1708-1765), duc de Lorraine, de Bar, grand-duc de Toscane, empereur romain germanique, né à Nancy ;
- Charles III de Lorraine (1543-1608), duc de Lorraine et de Bar, né à Nancy ;
- Henri II de Lorraine (1563-1624), duc de Lorraine et de Bar, né à Nancy ;
- Henriette de Lorraine (1606-1660), princesse de Saint-Avold, Lixheim et Phalsbourg, née en Lorraine ;
- Léopold Ier (1679-1729), duc de Lorraine et de Bar, décédé à Lunéville ;
- Nicolas de Lorraine (1448-1473), duc de Lorraine, né à Nancy ;
- Nicole de Lorraine (1608-1657), duchesse de Lorraine et de Bar, née à Nancy ;
- Louise de Lorraine-Vaudémont (1553-1601), reine de France de 1575 à 1589, née à Nomeny ;
- Nicolas de Mercœur (1524-1577), régent des duchés de Lorraine et de Bar, né à Bar-le-Duc ;
- Valéran de Nassau-Usingen (1635-1702), prince allemand, né à Metz ;
- Frédéric de Nassau-Weilburg (1640-1675), comte du Saint-Empire, né à Metz ;
- Hildegarde de Vintzgau (758-783), reine franque, née à Thionville ;

## Activistes, syndicalistes et personnalités politiques
- Jean-Jacques Aillagon (1946-), homme politique français, ministre de la culture et de la communication, né à Metz ;
- Camille Amet (1870-1934), homme politique français, né à Jarménil ;
- Jules-Dominique Antoine (1845-1917), député lorrain protestataire, né à Metz ;
- Victor Antoni (1882-1966), militant autonomiste lorrain, né à Fénétrange ;
- Henri Arnould (1893-1964), ancien combattant et homme politique, né à Épinal ;
- François Barbé-Marbois (1745-1837), homme politique français, ministre sous le Premier Empire, né à Metz ;
- Maurice Barrès (1862-1923), écrivain et homme politique, né à Charmes ;
- Pierre Beaudel (1763-1838), homme politique français né à Saint-Dié ;
- Peter Bell (1889-1939), député allemand, né à Metz ;
- Bruno Bilde (1976-), homme politique français, né à Laxou ;
- Dominique Bilde (1953-), mère du précédent, femme politique française, née à Nancy ;
- Eugène Billy (1830-1878), député français, né à Metz ;
- Jean François Alexandre Boudet de Puymaigre (1778-1843), préfet français, né à Metz ;
- Jean-Baptiste Bouchotte (1754-1840), militaire et homme politique français, né à Metz ;
- Joseph Bourger (1842-ap.1918), homme politique lorrain, né à Bouzonville ;
- Joëlle Bourgois, née Joëlle Lombard-Platet (1945-2015), diplomate française, née à Thaon-les-Vosges ;
- Louis Buffet (1818-1898), homme politique français, né à Mirecourt ;
- Eugène Abel François Caroillon de Vandeul (1812-1870, Orquevaux), homme politique français, mort à Orquevaux ;
- Gustave Chapuis (1851-1920), homme politique français, mort à Nancy ;
- Nicolas Charton (1859-1923), député lorrain, né à Sierck-les-Bains ;
- François Chérèque (1956-2017), syndicaliste français, secrétaire général de la CFDT, né à Nancy ;
- Claude-Antoine-Gabriel de Choiseul (1760-1838), pair de France, né à Lunéville ;
- Jean-Victor Colchen (1751-1830), homme politique français, né à Metz ;
- Charles-Étienne Collignon (1802-1885), député français, né à Metz ;
- Henri Cornat (1903-1968), homme politique, sénateur de la Manche, né à Lunéville ;
- François Costé (1789-1848), magistrat et homme politique français, né à Neufchâteau ;
- Pierre Deminuid-Moreau (1770-1841), homme politique français, né à Longeville-en-Barrois ;
- Alain Devaquet (1942-), homme politique français, né à Raon-l'Étape ;
- Jules Develle (1845-1919), homme politique français, ministre de la IIIe République, né à Bar-le-Duc ;
- Eugène Dieudonné (1884-1944), anarchiste illégaliste, membre de la bande à Bonnot, né à Nancy ;
- Georges Ditsch (1829-1918), homme politique lorrain, né en Moselle ;
- François Durand de Tichemont (1765-1853), député français, né à Metz ;
- Jean-Louis Emmery (1742-1823), comte de Grozyeulx, homme politique français, né à Metz ;
- Claude Nicolas Emmery (1746-1826), député français sous le Premier Empire, né à Metz ;
- Jacques Emmery de Grozyeulx (1783-1839), homme politique français, né à Metz ;
- Joseph Fayard (1816-1908), homme politique français, né à Metz ;
- Charles-Louis, comte de Ficquelmont (1777-1857), ministre-président de l'empire d'Autriche, né à Dieuze ;
- Jules Ferry (1832-1893), avocat et homme politique, né à Saint-Dié ;
- François Fick (1862-ap.1918), homme politique lorrain, né à Cattenom ;
- Aurélie Filippetti (1973-), femme politique, députée de la Moselle, née à Villerupt ;
- Auguste François (1857-1935), consul de France en Chine, ministre plénipotentiaire, né à Lunéville ;
- Charles-Nicolas Gachotte (1810-1876), homme politique, né à Saint-Dié ;
- Louis Gaillemin (1880-1960), homme politique français, né à Vagney mort à Cornimont ;
- Charles Gauguier (1793-1868), militaire, puis maître de forges et homme politique français, député et conseiller général des Vosges ;
- Jean-François Génot (1783-1850), député français, né à Metz ;
- Jacques Gillon (1762-1842), avocat et homme politique français, né à Troyon et mort à Bar-le-Duc ;
- Paulin Gillon (1796-1878), avocat et homme politique français, né et mort à Nubécourt ;
- Michel Goudchaux (1797-1862), banquier, homme politique français et ministre de la Deuxième République, né à Nancy ;
- Jean Grillon (1875-1924), député de Meurthe-et-Moselle, né à Nancy ;
- Louis Hackspill (1871-1945), homme politique français, né à Bouzonville ;
- Volker Hassemer (1944-), homme politique allemand, sénateur à Berlin, né à Metz ;
- Laurent Hénart (1968-), homme politique français, né à Laxou ;
- Nicolas Hentz (1753-c. 1830), député de la Moselle, né à Metz ;
- Jacques Hessemann (1844-ap.1918), homme politique lorrain, né à Bettviller ;
- Victor Michel Heymès (1859-1932), homme politique lorrain, né à Uberkinger ;
- François Hoën (1864-1935), homme politique lorrain, né à Grosbliederstroff ;
- Willy Huhn (1909-1970), politologue communiste allemand, né à Metz ;
- Gustave Humbert (1822-1894), homme politique français, ministre sous la IIIe République, né à Metz ;
- Louis-Amédée Humbert (1814-1876), député français, né à Metz ;
- Eugène Humbert (1870-1944), militant pacifiste français, né à Metz ;
- Victor Jaclard (1840-1903), socialiste, communard et anarchiste français, né à Metz ;
- Denis Jacquat (1944), homme politique, né à Thiaucourt ;
- Alfred de Jancigny (1824-1892), préfet français, né à Mirecourt ;
- Louis Eugène Janvier de La Motte (1849-1894), homme politique français, né à Verdun ;
- Edouard von Jaunez (1834-1916), député protestataire lorrain au Reichstag, né à Metz ;
- Jean-Pierre Jean (1872-1942), homme politique, député français, né à Metz ;
- Nicolas Jung (1852-1924), homme politique lorrain, né à Roussy-le-Village ;
- Gustav Klingelhöfer (1888-1961), homme politique allemand, né à Metz ;
- Pierre Küchly (1836-1908), homme politique lorrain, né à Saint-Louis ;
- Maxim Kuraner (1901-1978), homme politique allemand, né à Metz ;
- Jean Labach (1872-1862), homme politique français, né à l'Hôpital ;
- Jean François Labroise (1856-1921), homme politique lorrain, né à Wuisse ;
- Pierre Louis de Lacretelle (1751-1824), homme politique, né à Metz ;
- Charles-François de Ladoucette (1772-1848), préfet et député français, né à Nancy ;
- Jack Lang (1939-), homme politique français, ministre de la Cinquième République, né à Mirecourt ;
- Henri Lanique (1839-1898), homme politique lorrain, né à Metz ;
- Jean de Lardemelle (1773-1855), député français, né à Metz ;
- Hans Lautenschlager (1919-2007), homme politique allemand, député européen de 1968 à 1977, né à Montigny-lès-Metz ;
- Jean Laurain (1921-2008), homme politique français, ministre des anciens combattants de 1981 à 1986, né à Metz ;
- Albert Lebrun (1871-1950), homme politique français, Président de la République, né à Mercy-le-Haut ;
- Mengin Le Clerc (ca. 1450-1510), négociant, tabellion-juré  et gouverneur de Nancy, né à Nancy ;
- Jehan Leclerc de Pulligney (ca. 1395-1464), écuyer et conseiller du roi, garde des coffres et des joyaux du duc de Lorraine, né à Remiremont ;
- Jean-Baptiste-Antoine Lefaucheux (1752-1834), préfet de Vendée, préfet et député des Vosges, né à Verdun ;
- Georges Leredu (1860-1943), homme politique, ministre de la IIIe République, né à Metz ;
- Louis de Lorraine, comte de Lorraine (1704-1781), né à Lunéville ;
- Louis Madelin (1871-1956), historien et député français, né à Neufchâteau ;
- Jules Méline (1838-1925), homme politique français, né à Remiremont ;
- Joseph Mercier, (1836-1897), député de la Haute-Saône, maire de Passavant-la-Rochère, né à Fontenoy-le-Château.
- Louis Meyer (1868-1939), homme politique lorrain, né à Walscheid ;
- Danielle Mitterrand (1924-2011), épouse du président français François Mitterrand, née à Verdun ;
- Raymond Mondon (1914-1970), homme politique français, ministre des transports, né à Ancy-sur-Moselle  ;
- Jean-Pierre Bachasson, comte de Montalivet (1766-1823), ministre de l’Intérieur sous le Premier Empire, né à Sarreguemines ;
- Nadine Morano (1963-), députée, secrétaire d'état et ministre, née à Nancy ;
- Nicolas François de Neufchâteau (1750-1828), ministre de l'intérieur et sénateur, né à Saffais ;
- Louis-Charles de Nogaret de Foix (1627-1658), gouverneur français, né à Metz ;
- Jean-Baptiste Noël (1727-1793), député des Vosges à la Convention nationale, né à Remiremont ;
- Françoise de Panafieu (1948-), ancienne secrétaire d'État au Tourisme en 1995, née à Moyeuvre-Grande ;
- Henri Parisot (1895-1984), homme politique, né à Mirecourt ;
- Charles-Joseph Parmentier (1765-1843), homme politique français, né à Lunéville ;
- Charles Joseph du Pasquier de Dommartin (1817-1871), député français sous le Second Empire, né à Metz ;
- Jean-Baptiste Perrin des Vosges (1754-1815), homme politique français, né à Damas-devant-Dompaire ;
- Yvette Pierpaoli (1938-1999), militante humanitaire française, née au Ban-Saint-Martin ;
- Louis Pierson (1846-ap.1911), homme politique lorrain, né à Ennery ;
- Antonie Pfülf (1877-1933), femme politique allemande, née à Metz ;
- Raymond Poincaré (1860-1934), homme politique, Président de la République né à Bar le Duc ;
- Jean-Marie Rausch (1929-), maire de Metz, président de la région Lorraine, et ministre de la Cinquième République, né à Sarreguemines ;
- Claude Ambroise Régnier (1746-1814), pair de France sous la Restauration, né à Blâmont ;
- André Rossinot (1939-), maire de Nancy et ministre de la Cinquième République, né à Briey ;
- Pierre-Louis Roederer (1754-1835), homme politique français, né à Metz ;
- Antoine-Marie Roederer (1782-1865), préfet et pair de France, né à Metz ;
- Anne-Marie Schell (1912-1975), femme politique, députée française, née à Moyeuvre-Grande  ;
- Fernand Schuman (1837- ap.1918), homme politique lorrain, né à Évrange ;
- Robert Schuman (1886-1963), homme politique français, un des Pères de l'Europe, décédé à Scy-Chazelles ;
- Léon Schwab (1862-1962), homme politique français, né à Épinal ;
- Nikolaus Selzner (1899-1944), député allemand, né à Moyeuvre-Grande ;
- Franz Siebe (1898-1970), homme politique allemand, né à Metz ;
- Fritz Sperling (1911-1958), homme politique allemand, né à Algrange  ;
- Karl Spiewok (1892-1951), homme politique allemand, né à Metz ;
- Auguste Stourm (1797-1865), homme politique français, né à Metz ;
- Joseph de Turmel (1770-1848), député français, né à Metz ;
- Fritz von Twardowski (1890-1970), diplomate allemand, né à Metz ;
- René Valet (1890-1912), anarchiste illégaliste, membre de la bande à Bonnot, né à Verdun ;
- Joseph Vautrain, premier président du conseil municipal de Paris, député de la Seine au début de la Troisième République, né à Nancy ;
- Hubert Voilquin (1923-2015), homme politique français, né à Médonville ;
- Adolf Wagner (1890-1944), Gauleiter allemand, né à Algrange ;
- Josef Wagner (1899-1945), Gauleiter allemand, né à Algrange ;
- Johann Kasimir Kolbe von Wartenberg (1643-1712), ministre prussien, né à Metz ;
- Alexis Weber (1862-ap.1919), homme politique lorrain, né à Boulay ;
- Gérard Welzer (1954-), avocat et homme politique, né à Mirecourt ;
- Charles de Wendel (1809-1870), homme politique français, né à Metz ;
- Hermann Wendel (1884-1936), homme politique et écrivain allemand, né à Metz ;
- François Zimmer (1860-ap.1918), homme politique lorrain, né à Basse-Yutz ;

## Économistes, financiers, managers et industriels
- Thierry Antinori (1961-), manager français, né à Metz ;
- Jean-Pierre Bagard, dirigeant d'entreprise, né à Lunéville ;
- Albert Bergeret (1859-1932), imprimeur, industriel d'art, né à Gray ;
- Charles-François Champigneulle (1820-1882), industriel français, né à Metz ;
- Auguste Daum (1853-1909), membre fondateur de l'École de Nancy, né à Bitche ;
- Léon Daum (1889-1956), directeur-général de la Compagnie des forges et aciéries de la marine et d'Homécourt et président de la Sollac, né à Nancy ;
- Demange Dietrich (1549-1623), homme d'affaires et bourgeois de Strasbourg né à Saint-Nicolas-de-Port ;
- Franz Curt Fetzer (1900-2000), homme d'affaires autrichien, né à Metz ;
- Beer Léon Fould (1767-1855), financier français, fondateur d’une banque à Paris, né à Boulay ;
- Bernard Friot (1946-), sociologue et économiste français, né à Neufchâteau ;
- Hans-Lothar von Gemmingen-Hornberg (1893-1975), industriel allemand, né à Metz ;
- Bernard Guerrier de Dumast (1932-), industriel français, né à Metz ;
- Joseph Gueusquin (1819-1889), restaurateur et entrepreneur, né à Forges-sur-Meuse ; la ville du Plessis-Robinson lui doit son nom ;
- Albert Lévy (1873-1935), cofondateur avec Jérôme Lévy, deux Nancéiens, d'André ;
- Gérard Lhéritier (1948-), homme d’affaires français, né à Nancy et lié à Void-Vacon ;
- Yvan Littolff (1915-1991), pilote d'essais français, né à Cornimont ;
- Alfred Mayrargues (1833-1901), financier français, né à Metz ;
- Hermann Richter (1903-1982), expert industriel allemand, né à Dieuze ;
- Else von Richthofen (1874-1973), économiste allemande, née à Château-Salins ;
- Wilhelm Rieger (1878-1971), économiste allemand, né à Sarrebourg ;
- Christian Streiff (1954-), personnalité française du monde des affaires, né à Sarrebourg ;
- François Ignace de Wendel (1741-1795), maître de forges français, né à Thionville ;

## Ecclésiastiques et religieux
- Amalaire (c. 775-850), dignitaire de l'Église carolingienne ;
- David Ancillon (1617-1692), théologien protestant français, né à Metz ;
- David Ancillon (1670-1723), pasteur et diplomate allemand, né à Metz ;
- François Andreu (1686-1748), chanoine, écolâtre, bibliophile français, né à Châtenois ;
- Jeanne d'Arc (1412-1431), chef de guerre française, visionnaire et martyre, née à Domrémy ;
- Saint Arnoul (c.582-c.640), évêque des Metz, saint chrétien, patron des brasseurs, né à Lay-Saint-Christophe et mort à Saint-Amé ;
- Jean François Baltus (1667-1743), théologien jésuite français, né à Metz ;
- François Bancelin (1632-1703), théologien protestant français, né à Metz ;
- Jean Nicolas Beauregard (1733-1804), jésuite français, né à Metz ;
- Jean Joseph Bégel (1817-1884) prêtre français, fondateur de la Congrégation des soeurs de l' Humilité de Marie, né à Uriménil ;
- Rabbenou Guershom (c. 960-1028), talmudiste et légaliste, né à Metz ;
- Antoine-Nicolas Braun (1815-1885), prêtre jésuite français, né à Saint-Avold ;
- Pierre-Victor Braun (1825-1882), religieux catholique français, canonisé en 2007, né à Saint-Avold ;
- Augustin Calmet, né Antoine Calmet (1672-1757), abbé bénédictin, historien de la Lorraine ducale, né à Ménil-la-Horgne ;
- Hans Carls (1886-1952), prêtre catholique allemand, interné à Dachau, né à Metz ;
- Joseph Coincé (1764-1833), religieux français, né à Metz ;
- Caroline Colchen Carré de Malberg (1829-1891), religieuse française, fondatrice de la société des filles de saint François de Sales, née à Metz ;
- Michel Collin (1905-1974), religieux français réduit à l'état laïc qui s'est autoproclamé pape, né à Béchy ;
- Catherine de Bar (1614-1698), institutrice des bénédictines de l’adoration perpétuelle, née à Saint-Dié ;
- Bruno d'Eguisheim-Dagsbourg (1002-1054), pape de l'Église catholique romaine, né à Dabo ;
- Marie-Eugénie de Jésus (1817-1898), fondatrice des Religieuses de l’Assomption, né à Metz ;
- Frédéric de Lorraine (ca. 1020-1058), pape de l'Église catholique romaine, né à Dun-sur-Meuse ;
- Gautier de Metz (c. 1250), ecclésiastique et poète lorrain, né à Metz ;
- Elisabeth de Ranfaing (1592-1649), femme catholique française, fondatrice de l'Ordre du Refuge de Nancy, née à Remiremont ;
- Paul Dupont des Loges (1804-1886), évêque de Metz et député protestataire au Reischtag, décédé à Metz ;
- Loup de Troyes, dit saint Loup, évêque de Troyes, né à Toul ;
- Cyr de Villers La Faye (vers 1619-1665), ecclésiastique, grand prévôt de Remiremont ;
- Charles Dolzé (1663-c. 1701), missionnaire français, né à Metz ;
- Gilbert Duchêne (1919-2009), évêque catholique français, né à Moussey ;
- Emil Felden (1874-1959), théologien protestant, né à Montigny-lès-Metz ;
- Jean-François Géorgel (1731-1813), ecclésiastique français, de l'ordre des Jésuites, né à Bruyères ;
- Jean-Marie Georgeot (1923-2009), ingénieur et exégète jésuite, né à Mirecourt ;
- Jean-François Gerbillon (1654-1707), missionnaire jésuite en Chine, né à Verdun ;
- Jean de Gorze (c.900-974), abbé de Gorze, ambassadeur à Cordoue, né à Vandières ;
- Auguste Jacot (1845-1919), prêtre lorrain, né à Metz ;
- Louis Sébastien Jacquet de Malzet (1715-1800), prêtre séculier, inventeur et écrivain lorrain, né à Nancy ;
- Nicolas Janny (1749-1822), prêtre et grammairien français, né à Metz ;
- Pierre Fourier (1565-1640), religieux catholique, cofondateur de la Congrégation Notre-Dame, né à Mirecourt ;
- Henri Grégoire (1750-1831), dit l'Abbé Grégoire, homme d'Église et homme politique français, né à Vého ;
- Mayer Lambert (1863-1930), rabbin et orientaliste français, né à Metz ;
- Alix Le Clerc (1576-1622), religieuse fondatrice de la Congrégation de Notre-Dame, né à Remiremont ;
- Nicolas Lemaire (1739-1794) missionnaire et prêtre réfractaire français, né à Marville ;
- Jules Loyson (1829-1902), théologien français, né à Metz
- Vautrin Lud (1448-1527), procureur général des mines de Lorraine, né à Saint-Dié ;
- Wolfgang Musculus (1497-1563) théologien et réformateur, né à Dieuze ;
- Jules Joseph Neumann (1836-1895), prêtre catholique français, né à Boulay ;
- Pierre Poiret (1646-1719), théologien calviniste français, né à Metz ;
- Johannes Polyander (1568-1646), théologien calviniste néerlandais, né à Metz ;
- Pierre Raffin (1938-2024), évêque de Metz, né à Nancy ;
- Jean Raulin (1443-1514), prédicateur français, né à Toul ;
- Marguerite Rutan (1736-1794), religieuse martyre, vénérable, né à Metz ;
- Antoine Sar (1747-1817), théologien français, né à Metz ;
- Claude Schockert (1940-), évêque catholique français, né à Foug ;
- Joseph Stadthagen (1640-1715), érudit juif allemand, né à Metz ;
- Eugène Tisserant (1884-1972), orientaliste et cardinal français, né à Nancy ;
- Isaac Léon Trenel (1822-1890), rabbin français, né à Metz ;
- Jean Nicolas Voyaux-Defranoux (1760-1840), ecclésiastique français, né à Tendon ;

## Chefs de guerre, militaires et agents de renseignements
- Militaire de Metz
- Louis Adrian (1859-1933), ingénieur polytechnicien et intendant militaire français, né à Metz ;
- Johann von Aldringen (1588-1634), commandant de l'armée impériale, né à Thionville ;
- Pierre-Simon d'Alsace-Hénin-Liétard (1772-1825), officier supérieur français, né à Neufchâteau ;
- Joseph-Hardouin-Gustave, comte d'Andlau (1824-1892) général de brigade et homme politique français, né à Nancy ;
- Joseph-Emmanuel Aubry (1772-1812), officier supérieur français, né à Mirecourt ;
- Charles Nicolas d'Anthouard de Vraincourt (1773-1852), général français des armées de la République et de l'Empire, né à Verdun ;
- Joseph Louis d'Arbois de Jubainville (1764-1803), général des armées de la République, né à Neufchâteau ;
- Jeanne d'Arc (1412-1431), chef de guerre du roi de France, née à Domrémy ;
- Bernard Bajolet (1949-), diplomate français, directeur général de la sécurité extérieure, né à Dombasle-sur-Meurthe ;
- Basile Guy Marie Victor Baltus de Pouilly (1766-1845), général de brigade français, né à Metz ;
- Jean-Marie Bastien-Thiry (1927-1963), lieutenant-colonel français, né à Lunéville ;
- Gustav von Bartenwerffer (1877-1947), général et député allemand, né à Nancy ;
- Wilhelm Baur (1883-1964), général de division allemand, né à Metz ;
- Pierre-Dominique Bazaine (1786-1838), général français du génie, né à Scy-Chazelles ;
- Georges de Bazelaire (1858-1954), général de division français, né à Briey ;
- Richard Bazing (1894-1987), général de brigade allemand, né à Thionville ;
- Ernst Becht (1895-1959), général de brigade allemand, né à Dieuze ;
- Dietrich Beelitz (1906-2002), général de brigade allemand, né à Thionville ;
- Jacques Nicolas Bellavène (1770-1826), général des armées de la République et de l'Empire, né à Verdun ;
- Hans Benda (1877-1951), amiral allemand, né à Metz ;
- Léon Jean Benjamin de Lamothe (1849-1936), général de division et géologue français, né à Metz ;
- Theodor Berkelmann (1894-1943), général de corps d’armée allemand, né au Ban-Saint-Martin ;
- Jean Bernanos (1648-1695), major pour le roi de France et corsaire, né à Metz ;
- Julius von Bernuth (1897-1942), général de brigade allemand, né à Metz ;
- Edmond Berthélémy (1866-1961), général de division français, né à Metz ;
- Jacques de Besson (1738-1814), général de brigade français, né à Volmunster ;
- Frédéric Auguste de Beurmann (1777-1815), général d'Empire français, né à Nancy
- Pierre Marie de Bicquilley (1771-1809), général de brigade français, né à Toul ;
- Ludwig Bieringer (1892-1975), général de brigade allemand, né à Metz ;
- Marcel Bigeard (1916-2010), général de corps d'armée français, né à Toul ;
- Michel Bizot (1795-1855), général de division français, né à Bitche ;
- Friedrich Blaul (1889-1947), général allemand, né à Metz ;
- Helmuth Bode (1907-1985), aviateur allemand, né à Metz ;
- Walter Bordellé (1918-1984), aviateur allemand, né à Metz ;
- Richard von Bothmer (1890-1945), général de brigade allemand, né à Dieuze ;
- Henri François Joseph Boudet de Puymaigre (1858-1940), officier supérieur et homme politique français, né à Metz ;
- Arthur von Briesen (1891-1981), général de brigade allemand, né à Metz ;
- Karl Braun (1885-1945), aviateur allemand, né à Metz ;
- Erich von Brückner (1896-1949), officier supérieur allemand, né à Metz ;
- Charles Joseph Buquet (1776-1838), général de brigade français, né à Charmes ;
- André Burthe d’Annelet (1772-1830), général de cavalerie français, né à Metz ;
- Jacques Dominique de Buzelet (1729-1812), général français, né à Metz ;
- Claude Louis Chartongne (1742-1819), général de brigade français né à Aubréville ;
- Antoine Chautan de Vercly (1804-1891), général de brigade français, né à Metz ;
- Louis de Chérisey (1667-1750), lieutenant-général français, né à Metz ;
- Louis Jean François de Chérisey (1722-1794), lieutenant-général français, né à Metz ;
- Charles Paul Emile de Chérisey (1725-1799), chef d'escadre français, né à Metz ;
- François de Chevert (1695-1769), général de division français, né à Verdun ;
- Nicolas Charles Chomer (1849-1915), général de division français, né à Metz ;
- Jean-François Clervoy (1958-), spationaute à l'Agence spatiale européenne, né à Longeville-lès-Metz ;
- Antoine Christophe Cochois (1755-1830), général français du Premier Empire, né à Creutzwald ;
- François Coliny (1748-1819), général de division français, né à Metz ;
- Alfred Coupillaud (1844-1925), général de division français, né à Metz ;
- Jean de Croonders (1609-1677), colonel de l'armée de Lorraine, né à Saint-Avold ;
- Adam Philippe de Custine (1742-1793), général de division français, né à Metz ;
- Camille Crémer (1840-1876), général de division français, né à Sarreguemines ;
- Peter-Erich Cremer (1911-1992), commandant de U-Boot allemand, né à Metz ;
- Richard Christmann (1905-1989), légionnaire et agent de renseignement allemand, né à Montigny-lès-Metz ;
- Nicolas-François Christophe (1770-1839), général d'Empire français, né à Nancy ;
- Nicolas Dahlmann (1769-1807), général des armées de la République et de l'Empire français, né à Thionville ;
- Jean Baptiste Jules Dalstein (1845-1923), général de division français, né à Metz ;
- René Darbois (1923-1955), aviateur français, né à Metz ;
- François Louis Dedon-Duclos (1762-1830), général des armées de la République et de l'Empire, né à Toul ;
- Joachim Degener (1883-1953), général de brigade allemand, né à Metz ;
- Jean-Pierre Delatte (1818-1881), général de brigade français, né à Metz ;
- Justin Dennery (1847-1928), général de brigade français, né à Metz ;
- Calixte Deslon (1747-1819), officier de cavalerie, né à Ramonchamp ;
- Rolf Detmering (1889-1964), général de division allemand, né à Phalsbourg ;
- Charles Auguste de Deux-Ponts (1784-1812), officier de l'armée bavaroise, né à Forbach ;
- Isidore Didion (1798-1878), général de brigade et mathématicien français, né à Thionville ;
- Dominique Diettmann (1739-1794), général des armées de la République français, né à Lunéville ;
- Paul Emile Diou (1855-1914), général de brigade français, né à Metz ;
- Antoine Drouot (1774-1847), général d'artillerie français, né à Nancy ;
- Gaston Dupuis (1855-1914), général de brigade français, né à Metz ;
- Charles Eugène Durand de Villers (1816-1893), général de brigade français, né à Metz ;
- Géraud Christophe Michel Duroc (1872-1813), général de division et sénateur français, né à Pont à Mousson ;
- Theodor Eicke (1892-1943), général de corps d'armée allemand, né à Hampont ;
- Abraham de Fabert d'Esternay (1599-1662), maréchal de France, né à Metz ;
- Philippe Evrard (1731-1807), général de brigade français, né à Metz ;
- Isidore Exelmans (1775-1852), maréchal de France, né à Bar-le-Duc ;
- Kurt von Falkowski (1886-1953), général de brigade allemand, né à Metz ;
- Wilhelm Falley (1897-1944), général de division allemand, né à Metz ;
- Simon de Faultrier (1763-1832), général de brigade français, né à Metz ;
- François Faultrier (1760-1805), général de division français, né à Metz ;
- Charles Feldmann (1846-1929), général de division français, né à Metz ;
- Jean Nicolas Humbert de Fercourt (1751-1823), général de brigade français, né à Metz ;
- Kurt Fett (1910-1980), officier supérieur allemand, né à Morhange ;
- Edgar Feuchtinger (1894-1960), général de division allemand, né à Metz ;
- Charles-Louis de Ficquelmont (1777-1857), Generalfeldmarschall de l'empire d'Autriche, né à Dieuze ;
- Hermann Florstedt (1895-1945), officier supérieur allemand, né à Bitche ;
- Hans-Henning von Fölkersamb (1889-1984), général de brigade allemand, né à Metz ;
- Louis Charles Folliot de Crenneville (1763-1840), général de corps d’armée autrichien, né à Metz ;
- Rudolf Frantz (1873-1950), général de brigade allemand, né à Sarrebourg ;
- Olivier de Fremond (1854-1940), officier français, né à Metz ;
- Maurice Frimont (1747-1811), général de brigade français, né à Gondreville ;
- Louis Thomas Gengoult (1767-1846), général de division et ministre français, né à Toul ;
- Émile Gentil (1866-1914), officier de marine, explorateur et administrateur colonial français, né à Volmunster ;
- Étienne Maurice Gérard (1773-1852), maréchal de France et ministre français, né à Damvillers ;
- Joseph Gilot (1734-1811), général français de la Révolution et de l’Empire, mort à Nancy ;
- Jean Gougeon (1773-ap.1829), général de brigade français, né à Metz ;
- Jean Melchior Goullet de Rugy (1727-1813), maréchal de camp français, né à Metz ;
- Jean Pierre Goullet de la Tour (1730-1809), maréchal de camp français, né à Metz ;
- Jean-Baptiste Gouvion (1747-1792), maréchal de camp et député français, né à Toul ;
- Louis-Jean-Baptiste Gouvion (1752-1823), général de division français, né à Toul ;
- Laurent de Gouvion-Saint-Cyr (1764-1830), maréchal français, ministre de la guerre, né à Toul ;
- Louis Joseph Grandeau (1761-1832), général de division français, né à Metz ;
- Charles Louis Dieudonné Grandjean (1768-1828), général français, né à Nancy ;
- Léon Julien Griache (1861-1914), général de brigade d’artillerie, né à Saint-Dié ;
- Herbert Gundelach (1899-1971), général de brigade allemand, né à Metz ;
- Josef Gutzeit (1894-1975), général de brigade allemand, né à Metz ;
- Christian Harbulot (1952-), officier supérieur, né à Verdun ;
- Heinz Harmel (1906-2000), général de brigade allemand, né à Metz ;
- Kurt Haseloff (1894-1978), général de brigade allemand, né à Metz ;
- François Nicolas Benoît Haxo (1774-1838), général de division de Napoléon, né à Lunéville ;
- Carl Wilhelm von Heideck (1787-1861), général bavarois et peintre, né à Sarralbe ;
- François Joseph Henrion (1776-1849), maréchal de camp français, né à Metz ;
- Adrien Henry (1888-1963), colonel de gendarmerie né à Lacroix-sur Meuse, mort à Commercy
- Jean-Marie Heyrend (1919-2005), compagnon de la Libération, né à Metz ;
- Johannes Hintz (1898-1944), général de division allemand, né à Metz ;
- Auguste Édouard Hirschauer (1857-1943), général français, gouverneur militaire de Strasbourg, né à Saint-Avold ;
- Jean-Nicolas Houchard (1740-1793), général français de la Révolution, né à Forbach ;
- Joseph Léopold Sigisbert Hugo (1773-1828), général français et père de Victor Hugo, né à Nancy ;
- Louis-Joseph Hugo (1777-1853), Maréchal de camp français, oncle de Victor Hugo, né à Nancy ;
- Ernest Hussenot (1833-1883), dessinateur et militaire français, né à Metz ;
- Jacques de Huvé (av. 1620-ap. 1670), seigneur de Xertigny et du Clerjus, capitaine châtelain de la ville et du comté, né à Fontenoy-le-Château.
- Sigmund von Imhoff (1881-1967), général allemand, né à Metz ;
- Eduard Isken (1918-1997), officier allemand, as de la Luftwaffe, né à Hagondange ;
- Erich Isselhorst (1906-1948), officier allemand, né à Saint-Avold ;
- Charles-Maurice Ernest Jacquelot de Moncets (1827-1906), général de division, né à Bar-le-Duc ;
- Jean-François Jacqueminot (1787-1865), vicomte de Ham, général et homme politique français, né à Nancy ;
- Joseph de Jobal (1746-1831), général de division français, né à Metz ;
- Paul-Gédéon Joly de Maïzeroy (1719-1780), officier supérieur français, né à Metz ;
- Hans-Joachim Kahler (1908-2000), général de brigade allemand, né à Morhange ;
- Hugo Karl (1878-1944), général de brigade allemand, né à Sarreguemines ;
- François Étienne Kellermann (1770-1835), général de division français, né à Metz ;
- Eitel-Friedrich Kentrat (1906-1974), commandant de U-Boot allemand, né à Amnéville ;
- Walther Kittel (1887-1971), général allemand, né à Metz ;
- Erich Knitterscheid (1892-1981), intendant général allemand, né à Metz ;
- Arthur Kobus (1879-1945), général de division allemand, né à Metz ;
- Karl Kriebel (1888-1961), général de corps d’armée allemand, né à Metz ;
- Otto Krueger (1891-1976), général de brigade allemand, né à Metz ;
- Pierre de Lacombe (1868-1933), général de brigade français, né à Metz ;
- Émile de Lacoste (1864-1949), capitaine de frégate français, né à Metz ;
- Alexandre Lalance (1771-1822), général de brigade français, né à Metz ;
- Henri Dominique Lallemand (1777-1823), général de brigade français, né à Metz ;
- François Antoine Lallemand (1774-1839), général de division français, né à Metz ;
- Henri Félix de Lamothe (1843-1926), administrateur colonial français, né à Metz ;
- Philippe, baron Christophe de Lamotte-Guéry (1769-1848), général français, né à Nancy ;
- Fritz von der Lancken (1890-1944), officier supérieur allemand, né à Thionville ;
- Joachim-Friedrich Lang (1899-1945), général de brigade allemand, né à Montigny-lès-Metz ;
- Charles de Lardemelle (1867-1935), général de division français, né à Metz ;
- Antoine Charles Louis de Lasalle (1775-1809), général de cavalerie français, né à Metz ;
- Guillaume Latrille de Lorencez (1772-1855), général des armées de la République et de l'Empire, né à Bar-le-Duc ;
- François Ledard (1766-1812), militaire des armées de la République et de l'Empire, baron de l'Empire, né à Vacherauville (Meuse), mort à Borodino ;
- Simon Lefebvre (1768-1822), général de brigade français, né à Épinal ;
- Jacques Henri Lefebvre de Ladonchamps (1727-1815), général français, né à Metz ;
- Hans-Albrecht Lehmann (1894-1976), général de brigade allemand, né à Metz ;
- Hans Leistikow (1895-1967), général de brigade allemand, né à Metz ;
- Gabriel Jacques Lerivint (1741-1823), général de division français, né à Metz ;
- Claude-François de Lezay-Marnésia (1735-1800), officier français, né à Metz ;
- Alexis L'Hotte (1825-1904), général de cavalerie, né à Lunéville ;
- Rolf von Lilienhoff-Zwowitzky (1895-1956), officier de marine allemand, né à Metz ;
- Albert Littolff (1911-1943), militaire français et Compagnon de la Libération, né à Cornimont ;
- Wilhelm Loos (1911-1988), officier supérieur allemand, né à Metz ;
- Philippe-Emmanuel de Lorraine (1558-1602), vainqueur des Turcs en Hongrie, né à Nomeny ;
- Hubert Lyautey (1854-1934), maréchal de France, né à Nancy ;
- Charles Mangin (1866-1925), général français, né à Sarrebourg ;
- Friedrich Marnet (1882-1915), pilote allemand, né à Metz ;
- Daniel Marx (1761-1839), général français de la Révolution et de l’Empire, mort à Remiremont ;
- Louis Ernest de Maud’huy (1857-1921), général et député français, né à Metz ;
- Erwin Menny (1893-1949), général de division allemand, né à Sarrebourg ;
- Franz von Mercy (1590-1645), Generalfeldmarschall du Saint Empire, né à Longwy ;
- Claude Florimond de Mercy (1666-1734), Generalfeldmarschall du Saint Empire, né à Longwy ;
- Christophe Antoine Merlin (1771-1839), général des armées de la République et de l'Empire, né à Thionville ;
- Jean-Baptiste Gabriel Merlin (1768-1842), général français, né à Thionville ;
- Gabriel Jean Joseph Molitor (1770-1849), maréchal de France, né à Hayange ;
- Antoine Morlot (1766-1809), général de division français, né à Bousse ;
- Georges Mouton comte de Lobau (1770-1838), général de Napoléon Ier, né à Phalsbourg ;
- Johannes Mühlenkamp (1910-1986), officier supérieur allemand, né à Montigny-lès-Metz ;
- Jacques Léonard Muller (1749-1824), général de division français, né à Thionville ;
- Eugen Müller (1891-1951), général de corps d’armée allemand, né à Metz-Plantières ;
- Burkhart Müller-Hillebrand (1904-1987), général de division allemand, né à Dieuze ;
- Gustave-Joseph Munier (1828-1897), général de division français, né à Metz ;
- Michel Ney (1769-1815), maréchal français, prince de la Moskowa, né à Sarrelouis ;
- Michel Ordener (1755-1811), général de division français, né à L'Hôpital ;
- Jean Manassé d'Orthe (1660-1731), général prussien, né à Metz ;
- Christophe Antoine Merlin (1771-1839), général de division français, né à Thionville ;
- Nicolas Charles Oudinot, duc de Reggio (1767-1847), maréchal d'Empire français, commandant les grenadiers de la Garde, né à Bar-le-Duc ;
- Henri-Joseph Paixhans (1783-1854), officier d’artillerie français, né à Metz ;
- Ferdinand von Parseval (1791-1854), général bavarois, né à Metz ;
- Joseph Perrin (1754-1800), général de brigade de la Révolution française ;
- Joseph Perrin des Almons (1717-1798), général français, né à Metz ;
- Pierre Perrin de Saint-Marcel (1729-1811), général d'artillerie français, né à Metz ;
- François Pillement (1775-1836), général de l’armée bavaroise, né à Bitche ;
- Arthur Joseph Poline (1852-1934), général de division français, né à Metz ;
- Jean-Victor Poncelet (1788-1867), général de brigade français et mathématicien, né à Metz ;
- Pierre-Jacques de Potier (1780-1840), maréchal de camp français, né à Metz ;
- Joachim Pötter (1913-1992), officier allemand, pilote de la Luftwaffe, né à Metz ;
- Henri Putz (1859-1925), général de corps d'armée français, né à Metz ;
- Charles Joseph de Raigecourt (1771-1860), maréchal de camp français, né à Metz ;
- Wilhelm Rohr (1877-1930), officier supérieur allemand, né à Metz ;
- Philippe Rondot (1936-), général de division français, spécialiste du renseignement, né à Nancy ;
- Nicolas Joseph Schreiber (1752-1833), général de brigade français, né à Metz ;
- Antoine Richepanse (1770-1802), général de division français, né à Metz ;
- Henri de Rigny (1782-1835), amiral et homme politique français, né à Toul ;
- Mansuy-Dominique Roget de Belloquet (1760-1832), général de division français, né à Metz ;
- Nicolas François Roussel d'Hurbal (1763-1849), général de division français, né à Neufchâteau ;
- Günther Rüdel (1883-1950), général d’armée allemand, né à Metz ;
- Antoine Saint-Hillier (1737-1803), général de division français, né à Metz ;
- Hans von Salmuth (1888-1962), général d’armée allemand, né à Metz ;
- Rudolf Schmundt (1896-1944), général de corps d’armée allemand, né à Metz ;
- Jean-Baptiste Pierre de Semellé (1773-1839), général de division français, né à Metz ;
- André Sérot (1896-1948), officier des services spéciaux français, né à Xertigny ;
- Hermann Schaefer (1885-1962), général de brigade allemand, né à Metz ;
- Ernst Schreder (1892-1941), général de brigade allemand, né à Metz ;
- Otto Schumann (1886-1952), général de division allemand, né à Metz ;
- Virgile Schneider (1779-1847), général et homme politique français, né à Sarreguemines ;
- Eduard Schützek (1890-1979), général de brigade allemand de la Luftwaffe, né à Metz ;
- Jean-Nicolas Stofflet (1753-1796), lieutenant-général français, chef vendéen, né à Bathelémont ;
- Jean du Teil (1738-1820), général français de la Révolution et de l’Empire, théoricien de l'artillerie, mort à Ancy-sur-Moselle ;
- François Thirion (1764-1837), général de division français, né à Metz ;
- Marie Louis Thomas de Pange (1763-1797), général français royaliste, né à Metz ;
- Jean-Baptiste-Nicolas Thomas de Pange (1727-1774), maréchal de camp français, né à Metz ;
- Hans Traut (1895-1974), général de division allemand, né à Sarreguemines ;
- Charles Trouard de Riolles (1743-1812), général de brigade de la Révolution française, né à Pont-à-Mousson ;
- Claude Joseph de Turmel (1740-1816), maréchal des camps et armées du roi de France, né à Metz ;
- Karl Ullrich (1910-1996), officier supérieur allemand, né à Sarreguemines ;
- Léo Valentin (1919-1956), parachutiste français, né à Épinal ;
- Georges Varney (1864-1930), vice-amiral français, né à Metz ;
- Franz Vaterrodt (1890-1969), général de brigade allemand, né à Thionville ;
- Jean Durand de Villers (1814-1886), général de division français, né à Metz ;
- Eugène-Casimir Villatte (1770-1834), général de division français, né à Longwy ;
- Philippe Antoine Vogt d'Hunolstein (1750-1831), lieutenant-général et député français, né à Metz ;
- Helmuth Volkmann (1889-1940), général de brigade allemand de la Luftwaffe, né à Thionville ;
- Friedrich Weber (1892-1974), général de division allemand, né à Château-Salins ;
- Ludwig Weißmüller (1915-1943), officier allemand, né à Metz ;
- Bernhard Wintzer (1905- ap.1945), officier supérieur de la Luftwaffe, né à Metz ;
- Charles Victor Woirgard dit Beaugard ou Beauregard, (1764-1810), général de brigade français, né à Metz ;
- Gerhard von Wrisberg (1898-1986), officier supérieur allemand, né à Metz ;
- Alfred Wünnenberg (1891-1967), général de corps d'armée allemand, né à Sarrebourg ;
- Bodo Zimmermann (1886-1963), général de division allemand, né à Metz ;
- Eugen-Ludwig Zweigart (1914-1944), officier allemand, as de la Luftwaffe, né à Sarreguemines ;

## Résistants, déportés et Compagnons de la Libération
- Roger Barlet (1914-1944), nom de guerre Rozek, résistant français, né à Metz ;
- Maurice Barlier (1905-1941), résistant français, né à Saint-Dié-des-Vosges ;
- Pauline Gabrielle Barré de Saint-Venant (1895-1945), résistante, née à Villers-lès-Nancy ;
- Jean Burger (1904-1945), résistant communiste français, né à Metz ;
- Robert Chauvin (1920-1942), aviateur français des Forces aériennes françaises libres, né à Metz ;
- Charles Clerc (1908-1967), compagnon de la Libération, mort à Nancy ;
- Marcelle Dorr (1903-1943), résistante de la Seconde Guerre mondiale ;
- Jean Fèvre (1920-1945), compagnon de la Libération, né à Metz ;
- Marie Hackin (1905-1941), née Marie Parmentier, résistante française, compagnon de la Libération, née à Rombas ;
- Marthe Cohn (née Hoffnung en 1920), résistante française, née à Metz ;
- Jean-Marie Heyrend (1919-2005), compagnon de la Libération, né à Metz ;
- Suzanne Jannin (1912-1982), résistante française, née Belleville-sur-Meuse ;
- Jean Ernest Kempnich (1882-1978), résistant français, né à Landroff ;
- Albert Litas (1905-1944), compagnon de la Libération, né à Aubréville (Meuse) ;
- Adrien Sadoul (1898-1969), militant nationaliste et résistant français, né à Bar-le-Duc ;

## Compositeurs, chefs d'orchestre, musiciens et musicologues
- André Amellér (1912-1990), compositeur français, né à Arnaville ;
- Jean-Baptiste Anet (1676-1755), violoniste et chef d'orchestre à la cour de Lunéville ;
- Jean-Henri d'Anglebert (1629-1691), compositeur et claveciniste, né à Bar-le-Duc ;
- Alfred Bachelet (1864-1944), compositeur, chef d'orchestre et enseignant français, mort à Nancy ;
- Michel Béroff (1950-), pianiste français, né à Épinal ;
- Nicolas-Charles Bochsa (1789-1856), musicien français, harpiste, compositeur, professeur, chef d'orchestre, né à Montmédy ;
- Charles Bocquet (c.1570- c.1620), luthiste français, né en Lorraine ;
- Joseph Bodin de Boismortier (1689-1755), compositeur français, né à Thionville ;
- Clara Bonaldi (1937-2006), violoniste française, née à Dombasle-sur-Meurthe ;
- Pierre de Bréville (1861-1949), compositeur, né à Bar-le-Duc ;
- Jacqueline Brumaire (1921-2000), cantatrice française, professeure au Conservatoire de Nancy, décédée à Nancy ;
- Anne-Catherine Bucher (1968-), claveciniste française, née à Thionville ;
- Pierre Camonin (1903-2003), organiste et compositeur français, né à Bar-le-Duc ;
- Fred Chapellier (1966-), guitariste français, né à Metz ;
- Gustave Charpentier (1860-1956), compositeur français, né à Dieuze ;
- Gérard Condé (1947), compositeur, musicologue, musicographe et critique musical français, né à Nancy ;
- Claude Cymerman (1947-), pianiste français, né à Metz ;
- Jacques Delacôte (1942-), chef d'orchestre symphonique français, né à Remiremont ;
- Philippe Delacour (1970-), organiste et concertiste français, né à Freyming ;
- Romain Descharmes (1980-), pianiste français, né à Nancy ;
- Pascal Dusapin (1955-), compositeur français, né à Nancy ;
- Guy Fallot (1927-2018), violoncelliste et professeur français, né à Nancy ;
- Romain Frati (1973-), pianiste français, né à Metz ;
- Eugène Gigout (1844-1925), compositeur et organiste français, né à Nancy ;
- Louis Théodore Gouvy (1819-1898), compositeur français, né à Goffontaine ;
- Ernest Grosjean (1844-1936), organiste et compositeur français, né à Vagney ;
- Jean-Romary Grosjean (1815-1888), organiste, compositeur et éditeur français né à Rochesson ;
- Pierre Hanot (1952-), musicien français, né à Metz ;
- Jacques Houtmann (1935-), chef d'orchestre français, né à Mirecourt ;
- Éric Humbertclaude (1961-), organiste, musicologue et compositeur français de musique contemporaine, né à Saint-Dié-des-Vosges ;
- Jacques Lamy (1910-1980), pianiste, compositeur et organiste concertiste français, né à Nancy ;
- Noël Lancien (1934-1999), compositeur, chef d'orchestre et enseignant français, mort à Mauvages ;
- Henri Ledroit (1946-1988), contreténor français, né à Villacourt ;
- Claude Lefebvre (1931-2012), compositeur, mort à Nancy et enterré à Jouy-aux-Arches ;
- Gaston Litaize (1909-1991), organiste, né à Ménil-sur-Belvitte ;
- Louis-Luc Loiseau de Persuis (1769-1819), compositeur français, né à Metz ;
- Henry Madin (1698-1748), compositeur français, né à Verdun ;
- Auguste Mangeot (1873-1942), pianiste et critique musical français, cofondateur de l'École normale de musique de Paris, né à Nancy ;
- Jules-Marie Laure Maugüé (1869-1953), compositeur et violoniste français, né à Nancy ;
- Jacques Mercier (1945-), chef d'orchestre français, né à Metz ;
- Marcel Mercier (1911-1996), pianiste et compositeur français, né à Metz ;
- Jean-Baptiste Nôtre (1732-1807), organiste de la cathédrale de Toul et compositeur français, né à Toul ;
- André Pernet (1894-1966), basse, né à Rambervillers ;
- Claude Petit Jean (c.1540-1592), musicien et compositeur français, né en Lorraine ;
- Norbert Pétry (c. 1950-), organiste titulaire de la cathédrale de Metz et concertiste français, né à Metz ;
- Gabriel Pierné (1863-1937), compositeur français, né à Metz ;
- Paul Pierné (1874-1952), compositeur et organiste français, né à Metz ;
- Hans Pizka (1942-), musicien corniste autrichien, né à Metz ;
- Dom Pothier (1835-1923), bénédictin français, musicologue et restaurateur du chant grégorien, né à Bouzemont ;
- Joseph Poussot (1861-1891), musicien, inventeur et fabricant du monocorde à clavier, né à Grandvillers et mort à Pierre-la-Treiche ;
- François Rauber (1933-2003), pianiste, compositeur, arrangeur et chef d'orchestre français, né à Neufchâteau ;
- Erich Schmidt (1910-2005), organiste et chef de chœur allemand, né à Metz ;
- Florent Schmitt (1870-1958), compositeur français, né à Blâmont ;
- Arnold Schmitz (1893-1980), musicologue allemand, né à Metz ;
- Pierre Schaeffer (1910-1995), compositeur français, inventeur de la musique concrète, né à Nancy ;
- Nicolas Signac (1585-1645), compositeur lorrain, décédé à Nancy ;
- Louis-Victor Simon (1764-1820), violoniste et compositeur français, né à Metz ;
- Maximilien Simon (1797-1861), compositeur français, Grand prix de Rome 1823, né à Metz ;
- Élodie Soulard (1986-), accordéoniste française, née à Épinal ;
- Anne-Marie Steckler (1766- c.1824), virtuose française de la harpe, née à Haute-Vigneulles ;
- Christiane Stutzmann (1939-), cantatrice, mère de Nathalie Stutzmann, née à Pont-à-Mousson ;
- Nathalie Stutzmann (1965-), contralto et cheffe d'orchestre française, a fait ses études au Conservatoire de Nancy ;
- Jean-François Tapray (1737 ou 1738-entre 1810 et 1819), compositeur français, né à Nomeny ;
- Pierre Thilloy (de) (1970-), compositeur français, né à Nancy ;
- Louis Thirion (1879-1966), compositeur, né à Baccarat et mort à Nancy ;
- Louis-Claude Thirion (1935-2024), pianiste, né à Nancy ;
- Louis Thiry (1935-2019), organiste, professeur et compositeur français, né à Fléville-devant-Nancy ;
- Ambroise Thomas (1811-1893), compositeur français, né à Metz ;
- Pascal Vigneron (1963-), chef d'orchestre, trompettiste et organiste français, né à Commercy ;
- Vincent Warnier (1967-), organiste français, né à Hayange.

## Journalistes et animateurs
- Jérôme Anthony (1968-), animateur de télévision français, né à Nancy ;
- Thierry Beauvert (1956-), animateur, producteur de radio et musicologue français, né à Metz ;
- Marylène Bergmann (1957-), journaliste-présentatrice, née à Verdun ;
- Samuel Cahen (1796-1862), journaliste français, né à Metz ;
- Jean-Marie Cavada, (1940-), journaliste de radio et de télévision, homme politique français, né à Épinal ;
- Gilberte Cournand (1913-2005), journaliste et critique de danse, née à Gérardmer ;
- Julie-Victoire Daubié (1824-1874), journaliste, et femme de lettres française, née à Bains-les-Bains ;
- Jean-Philippe Doux (1972-), animateur de télévision français, né à Bar-le-Duc ;
- Geneviève de Fontenay (1932-), présidente d'honneur du Comité Miss Prestige national, née à Longwy ;
- Carole Gaessler (1968-), animatrice et journaliste française, née à Thionville ;
- Vincent Glad (1985-), journaliste français, né à Épinal ;
- Céline Géraud (1968-), animatrice de télévision française, née à Forbach ;
- Jean Hérold-Paquis (1912-1945), journaliste radiophonique français, né à Arches ;
- Jean-François Johann (1949-), animateur radio français, né à Metz ;
- Hugo Jung (1943-2007), journaliste allemand, né à Metz ;
- Guillaume Lallement (1782-1829), historien et journaliste français, né à Metz ;
- Georges Lang (1947-), animateur de télévision et de radio français, né à Metz ;
- Karine Le Marchand (1968-), animatrice de télévision française, née à Nancy ;
- Max Leven (1882-1938), journaliste allemand, né à Thionville ;
- Laurent Mariotte (1969-), animateur de télévision et de radio, né à Épinal ;
- Erika Moulet (née en 1982), animatrice et journaliste française, née à Verdun ;
- Jean-Sébastien Petitdemange (1966-), chroniqueur de radio et de télévision français né à Épinal ;
- Frédéric Pottecher (1905-2001), chroniqueur judiciaire français, né à Bussang ;
- Denis Robert (1958-), journaliste et écrivain politique, né à Moyeuvre-Grande ;
- Pierre-Luc Séguillon (1940-2010), journaliste de radio et de télévision français, né à Nancy ;
- Jean Stock (1948-), journaliste de télévision et de radio, né à Sarrebourg  ;
- Sophie Thalmann (1976-), Miss France 1998, animatrice de télévision française, née à Bar-le-Duc ;
- Robert Willar (1923-2008), animateur de radio français, né à Metz ;

## Producteurs, cinéastes, réalisateurs et acteurs
- Chick Ortega (1961-), acteur français, né à Nancy ;
- Wolf Ackva (1911-2000), acteur allemand, né à Montigny-lès-Metz ;
- Jeanne Arnould-Plessy (1819-1897), actrice française, née à Metz ;
- Yvon Back (1961-), acteur français, né à Thionville ;
- Madeleine Barbulée (1910-2001), actrice française, née à Nancy ;
- Valérie Bergère (1875-1938), comédienne germano-américaine, née à Metz ;
- Nicolas Birkenstock (1977-), scénariste et réalisateur français, né à Metz ;
- Micheline Boudet (1926-), actrice française, née à Metz ;
- Boutet de Monvel (1745-1811), comédien-auteur, né à Lunéville ;
- Claire Burger (1978-), réalisatrice française, née à Forbach ;
- Jacques Charrier (1936-), acteur français, né à Metz ;
- Isabelle Corey (1939-), actrice française, née à Metz ;
- Darry Cowl (1925-2006), chanteur et comédien français, né à Vittel ;
- Jean-Pierre Cuny (1930-2000), cinéaste, né à Lunéville ;
- Charles David (1906-1999), producteur de cinéma français, né à Metz ;
- Pierre Deladonchamps (1978-), acteur français, né à Nancy ;
- Marya Delvard (1874-1965), artiste de cabaret franco-allemande, née à Réchicourt-le-Château ;
- Valérie Donzelli (1973-), actrice, scénariste et réalisatrice française, née à Épinal ;
- Anatole Gleizes, alias Anthony Gildès (1856-1941), acteur français, né à Metz ;
- William Guldner, alias Theo Shall (1894-1955), acteur allemand, né à Metz ;
- Hervé Icovic (1953-), acteur, directeur artistique, metteur en scène, directeur d'acteurs et chef d'entreprise français, né à Nancy ;
- Anton Johann Huppertz (1900-1945), acteur et scénariste allemand, né à Sarreguemines ;
- Jutta Jol (1896-1981), actrice allemande, née à Metz ;
- Charles Willy Kayser (1881-1942), acteur et réalisateur allemand, né à Metz ;
- Jacques Krier (1926-2008), réalisateur, scénariste et écrivain français, né à Nancy ;
- Louis Aimé Augustin Le Prince (1841-1890), inventeur théorique du cinéma, né à Metz ;
- Georges Marchal (1920-1997), acteur français, né à Nancy ;
- Christian Merret-Palmair, réalisateur français, né à Thionville ;
- Monique Messine (1940-2003), actrice française, née à Metz ;
- Isabelle Nanty (1962-), actrice, réalisatrice et metteur en scène, née à Bar-le-Duc ;
- Marianne Oswald (1901-1985), chanteuse et actrice française, née à Sarreguemines ;
- Francis Renaud (1967-), réalisateur et acteur français, né à Thionville ;
- Antoine Reinartz (1985-), acteur français, né à Nomeny ;
- Rintintin (1918), acteur canin, trouvé à Flirey ;
- Emmanuelle Riva (1927-2017), actrice et poétesse française née à Cheniménil ;
- Hans Christian Rudolph (1943-2014), acteur allemand, né à Metz ;
- Claude Santelli (1923-2001), réalisateur, scénariste et producteur français, né à Metz ;
- Florent Emilio Siri (1965-), scénariste et réalisateur, né à Saint-Avold ;
- Senta Söneland (1882-1934), actrice allemande, née à Thionville ;
- Jean-Marie Straub (1933-), cinéaste français, né à Metz ;
- Samuel Theis (1978-), acteur et réalisateur français, né à Forbach ;
- Titof (1973-), acteur français de flms pornographiques, né à Lunéville ;
- Charles Tordjman (1947-), auteur et metteur en scène français ;
- Walter Ulbrich (1910-1991), scénariste et producteur allemand, né à Metz ;
- Roger Viry-Babel (1945-2006), universitaire et cinéaste, né à Mirecourt ;
- Régis Wargnier (1948-), producteur et scénariste français, né à Metz.

## Auteurs, chanteurs, interprètes, humoristes
- Marcel Adam (1951-), auteur, compositeur, interprète, né à Hambach ;
- Minna Beckmann-Tube (1881-1964), peintre et soprano allemande, née à Metz ;
- Heinrich Bensing (1911-1955), ténor allemand, né à Metz ;
- Najoua Belyzel (1981-), chanteuse française, née à Nancy ;
- Gilles Benizio (1957-), alias Dino du duo comique Shirley et Dino, né à Villerupt ;
- Pierre-Olivier Berthet (1967-), auteur, compositeur, interprète français, né à Woippy ;
- Marie-Claire Buzy (1957-2023), chanteuse française, née à Metz ;
- George Chepfer (1870-1945), chansonnier, humoriste, acteur, né à Nancy ;
- CharlÉlie Couture (1956-), chanteur, auteur-compositeur, peintre, sculpteur, designer, photographe, écrivain, né à Nancy  ;
- Anaïs Delva (1986-), chanteuse et comédienne, née à Bar-le-Duc ;
- Helmut Fritz, pseudonyme d’Éric Greff (1975-), chanteur français, né à Forbach ;
- Éric Grandemange, alias Éric Mie (1972-), acteur, interprète et auteur, né à Lunéville ;
- Elisabeth Grümmer (1911-1986), soprano allemande, née à Yutz ;
- Didier Gustin (1966-) imitateur, né à Bar-le-Duc ;
- Izarry, auteur, compositeur, interprète, né à Metz ;
- Patricia Kaas (1966-), chanteuse et actrice française, née à Forbach ;
- Kikesa (1993-), musicien et rappeur français, né à Nancy ;
- La Grande Sophie (1969-), chanteuse française, né à Thionville ;
- Olga Lagrange-Gerlach (1874-1949), mezzo-soprano allemande, née à Metz ;
- Tiana Lemnitz (1897-1994), soprano allemande, née à Metz ;;
- Jo Nousse (1958-), chanteur et poète lorrain, né à Thionville ;
- Tom Novembre (1959-), chanteur et acteur français, né à Nancy ;
- Ginesa Ortega (1967-), chanteuse espagnole, née à Metz ;
- Karl Paletta (1896-ap.1954), musicien et chef de chœur allemand, né à Metz ;
- Jean-Baptiste Pierné (1821-1894), professeur et chanteur français, né à Metz ;
- Cindy Sander (1978-), chanteuse française, née à Creutzwald ;
- Catherine Sauvage (1929-1998), chanteuse française de style "rive gauche", née à Nancy ;
- Alain Schneider (1955-), auteur-compositeur-interprète français, né à Raon-l'Étape ;
- Moussier Tombola (1987-), chanteur humoristique, né à Saint-Dié-des-Vosges ;
- Claude Vanony (1935-), conteur et humoriste français, né à Gérardmer ;
- David Vendetta (1971-), DJ et producteur français, né à Longwy ;
- Louis Warynski, alias Chapelier fou (1984-), musicien français, né à Metz ;
- Richard Zöllner (1896-1954), musicien et compositeur allemand, né à Metz ;

## Cuisiniers et gastronomes
- Jean-Pierre Coffe (1938-2016), animateur de radio et télévision, gastronome et auteur, né à Lunéville ;
- Ernest Auricoste de Lazarque (1829-1894), gastronome, historien et folkloriste du pays messin, né à Metz ;
- Gilles Pudlowski (1950-), journaliste et critique gastronomique, né à Metz ;
- Michel Roth (1959-), cuisinier français, exerçant au Ritz, né à Sarreguemines ;

## Sportifs et entraineurs
- Gustave Abel (1901-1988), spéléologue autrichien, né à Metz ;
- José Amet (1968-), joueur et entraineur de volley-ball français, né à Remiremont ;
- Jean-Pierre François (1965-), footballeur et chanteur français, né à Pont-à-Mousson ;
- Julien Absalon (1980-), champion de VTT, né à Remiremont ;
- Rémy Absalon (1984-), pilote français d'enduro et de descente marathon (VTT), né à Remiremont ;
- Patrick Battiston (1957-), footballeur international français, né à Amnéville ;
- Gilbert Bauvin (1927-), coureur cycliste, né à Lunéville ;
- Monique Berlioux (1923-), championne de natation française, né à Metz ;
- Quentin Bigot (1992-), champion junior de lancer de marteau, né à Hayange ;
- Julien Bontemps (1979-), véliplanchiste français, né à Épinal ;
- Nacer Bouhanni (1990-), coureur cycliste, né à Épinal ;
- Pierre Marie Bournique (1888-1911), aviateur lorrain, né à Abreschviller ;
- Germain Chardin (1983-), rameur français, né à Verdun ;
- Antoine de Ville (vers 1450-1523), militaire lorrain et pionnier de l'alpinisme ;
- Romain Febvre (1991-), pilote français de motocross, né à Épinal ;
- Frank Festor (1971-), sportif français, né à Metz ;
- Jean-Marie Gehin (1961-), athlète français de course d'ultrafond, né à Fraize ;
- Jacques Georges (1916-2004), sportif et président de la Fédération française de football, né à Saint-Maurice-sur-Moselle ;
- Céline Géraud (1968-), judokate française, vice-championne du monde, née à Forbach ;
- Marielle Grandemange (1985-), copilote de rallye automobile, née à Remiremont ;
- Stéphan Grégoire (1969), pilote automobile français, né à Neufchâteau ;
- Alexis Gruss (1909-1985), maître-écuyer, né à Briey ;
- Gilbert Gruss (1943-), karatéka français, né à Algrange ;
- Maurice Houvion (1934-), perchiste puis entraîneur français, né à Saint-Dié ;
- Philippe Houvion (1957-), perchiste français, né à Briey ;
- Magali Humbert (1972-), coureuse cycliste française, née à Bar-le-Duc, ayant grandi à Géry ;
- Bernadette Hummel (1938-2012), athlète française, spécialiste du lancer du poids, née à Denting et morte à Golbey ;
- Olivier Jacque (1973-), pilote de vitesse moto français, champion du monde ;250 cm3, né à Villerupt ;
- René Jacquot (1961-), boxeur français, champion du monde, né à Toul ;
- Sylvain Kastendeuch (1963-), footballeur français, coprésident de l'UNFP, né à Hayange ;
- Kalidou Koulibaly (1991-), footballeur franco-sénégalais, né à Saint-Dié-des-Vosges ;
- Dieter Lösgen (194-2), entraîneur national de l'équipe allemande de Ju-jitsu, né à Metz ;
- Arnaud Lusamba (1997-), joueur de football français, né à Metz ;
- Marie Marvingt (1875-1963), pilote d'avion et alpiniste française, décédée à Laxou ;
- Anne-Sophie Mathis (1977-), boxeuse championne du monde des super-légers, née à Nancy ;
- Christophe Mengin (1968-), coureur cycliste professionnel, né à Cornimont ;
- Maxime Mermoz (1986-), joueur de rugby du XV de France, né à Épinal ;
- Adrien Mougel (1988-), fondeur français, né à Remiremont ;
- Claire Mougel (1986-), athlète française spécialiste du trail, née à Remiremont ;
- Daniel Mougel (1957-), skieur alpin français, né à Cornimont ;
- Jean-Claude Nadon (1964-), footballeur français, né à Saint-Avold ;
- Jean-Patrick Nazon (1977), coureur cycliste, né à Épinal ;
- Étienne Ory (1996-), joueur français de basket-ball, né à Metz ;
- Morgan Parra (1988-), joueur de rugby français du XV de France, né à Metz ;
- Michel Platini (1955-), footballeur français, né à Jœuf ;
- Gervaise Pierson (1986-), handballeuse française, née à Neufchâteau ;
- Anthony Roux (1987), coureur cycliste professionnel, né à Verdun ;
- Jean-Louis Schlesser (1948-), double vainqueur du Paris-Dakar en 1999 et 2000, né à Nancy ;
- Matthieu Sprick (1981), coureur cycliste, né à Sarreguemines ;
- Anni Steuer (1913-ap.1995), athlète et médaillée olympique allemande, née à Metz ;
- Bouabdellah Tahri (1978-), athlète français, né à Metz ;
- Pierre Thiriet (1989-), pilote automobile français, né à Épinal ;
- Heinrich Troßbach (1903-1947), athlète allemand, né à Metz ;
- Max Walter (1905-1987), haltérophile allemand, né à Metz ; Andre tota